# Bahnstrecke Mannheim–Frankfurt am Main
Koordinaten: 49° 47′ 34,8″ N, 8° 28′ 17,8″ O
| | |                                                   |                                                  |
| Streckennummer (DB): | 3533 (Gr-Gerau-Dornbg–Groß-Gerau) 3534 (Gr-Gerau-Dornbg–Eichmühle) 3628 (Ffm Stadion–Ffm Stadion Süd) 3658 (Ffm Stadion Süd–Ffm Stadion) 4010 (Mannheim Hbf Ost–Ffm Stadion) 4012 (Mannh-Neckarst–Mannh-Waldhof) |                                                   |                                                  |
| Kursbuchstrecke (DB): | 655; ~1970: 551; ~1950: 315a; 1946: 316 1946: 316a (Goddelau-Erfelden –Biblis) ~1941: 275, 275d (Waldhof–Neckarstadt); 1939: 254, 254a (Waldhof–Neckarstadt)                                                     |                                                   |                                                  |
| Streckenlänge: | 74,8 km |                                                   |                                                  |
| Spurweite: | 1435 mm (Normalspur) |                                                   |                                                  |
| Streckenklasse: | D4 |                                                   |                                                  |
| Stromsystem: | 15 kV 16,7 Hz ~ |                                                   |                                                  |
| Streckengeschwindigkeit: | 200 km/h |                                                   |                                                  |
| Zugbeeinflussung: | PZB, LZB (bis 2024), ETCS Level 2 (in Bau) |                                                   |                                                  |
| Zweigleisigkeit: | (durchgehend) |                                                   |                                                  |
| | |                                                   |                                                  |
| \| \| \| von Frankfurt (Main) Hbf \| \| \| \| \| Umgehungsbahn von Frankfurt Süd \| \| \| \| 74,760 \| Frankfurt am Main Stadion \| Frankfurt am Main Stadion \| \| \| \| Flughafenschleife und nach Mainz \| \| \| \| 74,000 \| Frankfurt am Main Stadion Süd (Bft) \| Frankfurt am Main Stadion Süd (Bft) \| \| \| 73,150 \| SFS nach Frankfurt Flughafen Fernbf (niveaufrei) \| SFS nach Frankfurt Flughafen Fernbf (niveaufrei) \| \| \| 72,500 \| Bundesautobahn 3 \| Bundesautobahn 3 \| \| \| \| SFS von Frankfurt Flughafen Fernbf \| \| \| \| 70,610 \| Zeppelinheim \| Zeppelinheim \| \| \| 68,400 \| Bundesautobahn 5 \| Bundesautobahn 5 \| \| \| \| Anschluss Cargo City Süd (Fraport AG) \| \| \| \| 66,308 \| Walldorf (Hess) \| Walldorf (Hess) \| \| \| 63,586 \| Mörfelden \| Mörfelden \| \| \| 58,447 \| Groß Gerau-Dornberg Nord Üst \| Groß Gerau-Dornberg Nord Üst \| \| \| 58,350 \| Falltorhaus (Bk) \| Falltorhaus (Bk) \| \| \| 56,045 \| Bundesautobahn 67 \| Bundesautobahn 67 \| \| \| 56,023155,9996 \| Kilometrierungssprung \| Kilometrierungssprung \| \| \| \| von Mainz \| \| \| \| 56,000 \| Groß Gerau \| Groß Gerau \| \| \| 55,703 \| Brücke (27 m) \| Brücke (27 m) \| \| \| \| Verbindungsstrecken \| \| \| \| 56,000 \| Klein-Gerau Eichmühle (Bft Abzw) \| Klein-Gerau Eichmühle (Bft Abzw) \| \| \| \| nach Darmstadt \| \| \| \| 54,390 \| Groß Gerau-Dornberg \| Groß Gerau-Dornberg \| \| \| 50,584 \| Groß Gerau-Dornheim \| Groß Gerau-Dornheim \| \| \| 50,037 \| Groß-Gerau-Dornheim Süd Üst \| Groß-Gerau-Dornheim Süd Üst \| \| \| 48,610 \| Wolfskehlen (Bk) \| Wolfskehlen (Bk) \| \| \| 48,033 \| Riedstadt-Wolfskehlen \| Riedstadt-Wolfskehlen \| \| \| \| ehem. von Darmstadt \| \| \| \| 45,710 \| Riedstadt-Goddelau \| 89 m \| \| \| 42,739 \| Stockstadt (Rhein) \| Stockstadt (Rhein) \| \| \| 43,800 \| Anschluss Automobil Logistik \| Anschluss Automobil Logistik \| \| \| 39,590 \| Biebesheim \| Biebesheim \| \| \| 39,400 \| Industriestammgleis \| Industriestammgleis \| \| \| 36,600 \| Anschluss Gernsheimer Hafen \| Anschluss Gernsheimer Hafen \| \| \| 36,352 \| Gernsheim \| 90 m \| \| \| 31,524 \| Groß Rohrheim S 9 \| Groß Rohrheim S 9 \| \| \| \| Anschluss Kernkraftwerk Biblis \| \| \| \| 28,110 \| Biblis \| 90 m \| \| \| \| nach Worms Hbf \| \| \| \| 26,951 \| Weschnitz \| Weschnitz \| \| \| 24,900 \| Bobstadt \| 90,57 m \| \| \| \| \| \| \| \| 22,950 \| Bürstadt Hp (Turmbahnhof Hofheim (Ried)–Bensheim) \| 97,25 m \| \| \| \| \| \| \| \| 21,357 \| Bürstadt Süd Üst \| Bürstadt Süd Üst \| \| \| \| von Worms (Anschlussgleis) \| \| \| \| 17,550 \| Lampertheim \| 93 m \| \| \| \| ehem. nach Weinheim \| \| \| \| \| Weinheim–Worms \| \| \| \| 15,040 \| ehem. Regionalbereichsgrenze Mitte/Südwest \| ehem. Regionalbereichsgrenze Mitte/Südwest \| \| \| 14,881 \| Landesgrenze Hessen / Baden-Württemberg \| Landesgrenze Hessen / Baden-Württemberg \| \| \| 13,620 \| Mannheim-Blumenau (ehem. Sandtorf) \| Mannheim-Blumenau (ehem. Sandtorf) \| \| \| 12,600 \| Bundesautobahn 6 \| Bundesautobahn 6 \| \| \| \| Anschluss Coleman Barracks \| \| \| \| 10,700 \| Mannheim-Waldhof Gbf (Bft) \| Mannheim-Waldhof Gbf (Bft) \| \| \| \| nach Mannheim-Sandhofen \| \| \| \| 4,43 9,445 \| Mannheim-Waldhof \| Mannheim-Waldhof \| \| \| \| nach Mannheim Industriehafen \| \| \| \| 3,40 0,000 \| Mannheim-Luzenberg (ehem. Bf)[1] \| Mannheim-Luzenberg (ehem. Bf)[1] \| \| \| \| Westliche Einführung nach Mannheim Hbf S 9 \| \| \| \| \| \| \| \| \| 7,9+30,887,9+29,96 \| Fehllänge 0,92 m \| Fehllänge 0,92 m \| \| \| \| \| \| \| \| 7,328 \| Stadtbahn Mannheim Nord 4 A \| Stadtbahn Mannheim Nord 4 A \| \| \| \| Mannheimer Industriehafenbahn \| \| \| \| 0,00 0,000 \| Mannheim-Neckarstadt \| Mannheim-Neckarstadt \| \| \| 6,695 \| Mannheimer Straßenbahn 5 A 15 \| Mannheimer Straßenbahn 5 A 15 \| \| \| 6,500 \| Oberrheinische Eisenbahn \| Oberrheinische Eisenbahn \| \| \| 6,279 \| Mannheim-Käfertal \| Mannheim-Käfertal \| \| \| 4,794 \| Straßenbahn Mannheim nach Feudenheim 2 7 \| Straßenbahn Mannheim nach Feudenheim 2 7 \| \| \| 4,314 \| Neckarkanal (65 m) \| Neckarkanal (65 m) \| \| \| 4,237 \| Riedbahnbrücke Ost \| Riedbahnbrücke Ost \| \| \| 4,140 \| Neckar (187 m) \| Neckar (187 m) \| \| \| 4,050 \| \| \| \| \| 4,029 \| Oberrheinische Eisenbahn 5 (26 m) \| Oberrheinische Eisenbahn 5 (26 m) \| \| \| 3,451 \| Straßenbahn Mannheim nach Neuostheim 6 9 \| Straßenbahn Mannheim nach Neuostheim 6 9 \| \| \| 3,390 \| Mannheim-Neuostheim (geplant) \| 98 m \| \| \| 3,269 \| Mannheim Rennplatz (Abzw) \| Mannheim Rennplatz (Abzw) \| \| \| \| Güterstrecke nach Mannheim Rbf \| \| \| \| \| \| \| \| \| 2,9000002,891762 \| Kilometrierungssprung \| Kilometrierungssprung \| \| \| \| \| \| \| \| 2,792 \| Straßenbahn Mannheim nach Neuhermsheim 6A \| Straßenbahn Mannheim nach Neuhermsheim 6A \| \| \| 1,660 \| von Basel Bad Bf S 1S 2S 3S 39S 4S 6 \| von Basel Bad Bf S 1S 2S 3S 39S 4S 6 \| \| \| \| von Stuttgart und von Karlsruhe S 9 \| \| \| \| 1,300 \| Mannheim Hbf Ost \| Mannheim Hbf Ost \| \| \| 0,000 \| Mannheim Hbf \| Mannheim Hbf \| \| \| \| Westliche Einführung nach Frankfurt S 39S 9 \| \| \| \| \| nach Ludwigshafen S 1S 2S 3S 4S 6 \| \| \| \| \| \| \| \| Quellen: [2][3] \| \| \| \| | |                                                   |                                                  |
| Strecke | | von Frankfurt (Main) Hbf                          | von Frankfurt (Main) Hbf                         |
| Abzweig geradeaus und von links | | Umgehungsbahn von Frankfurt Süd                   | Umgehungsbahn von Frankfurt Süd                  |
| Bahnhof | 74,760 | Frankfurt am Main Stadion                         | Frankfurt am Main Stadion                        |
| Abzweig geradeaus und nach rechts | | Flughafenschleife und nach Mainz                  | Flughafenschleife und nach Mainz                 |
| Dienststation / Betriebs- oder Güterbahnhof | 74,000 | Frankfurt am Main Stadion Süd (Bft)               | Frankfurt am Main Stadion Süd (Bft)              |
| Abzweig geradeaus und nach rechts | 73,150 | SFS nach Frankfurt Flughafen Fernbf (niveaufrei)  | SFS nach Frankfurt Flughafen Fernbf (niveaufrei) |
| Strecke mit Straßenbrücke | 72,500 | Bundesautobahn 3                                  | Bundesautobahn 3                                 |
| Abzweig geradeaus und von rechts | | SFS von Frankfurt Flughafen Fernbf                | SFS von Frankfurt Flughafen Fernbf               |
| Bahnhof | 70,610 | Zeppelinheim                                      | Zeppelinheim                                     |
| Strecke mit Straßenbrücke | 68,400 | Bundesautobahn 5                                  | Bundesautobahn 5                                 |
| Abzweig geradeaus und von rechts | | Anschluss Cargo City Süd (Fraport AG)             | Anschluss Cargo City Süd (Fraport AG)            |
| Bahnhof | 66,308 | Walldorf (Hess)                                   | Walldorf (Hess)                                  |
| Bahnhof | 63,586 | Mörfelden                                         | Mörfelden                                        |
| Überleitstelle / Spurwechsel | 58,447 | Groß Gerau-Dornberg Nord Üst                      | Groß Gerau-Dornberg Nord Üst                     |
| ehemalige Blockstelle | 58,350 | Falltorhaus (Bk)                                  | Falltorhaus (Bk)                                 |
| Brücke | 56,045 | Bundesautobahn 67                                 | Bundesautobahn 67                                |
| Kilometer-Wechsel | 56,023155,9996 | Kilometrierungssprung                             | Kilometrierungssprung                            |
| Strecke von rechts · Strecke | | von Mainz                                         | von Mainz                                        |
| Bahnhof · Strecke | 56,000 | Groß Gerau                                        | Groß Gerau                                       |
| Abzweig geradeaus und nach links · Kreuzung geradeaus oben · Strecke von rechts | 55,703 | Brücke (27 m)                                     | Brücke (27 m)                                    |
| Strecke nach links · Abzweig geradeaus, von links und von rechts · Abzweig geradeaus und von rechts | | Verbindungsstrecken                               | Verbindungsstrecken                              |
| Strecke · Blockstelle | 56,000 | Klein-Gerau Eichmühle (Bft Abzw)                  | Klein-Gerau Eichmühle (Bft Abzw)                 |
| Strecke · Strecke nach links | | nach Darmstadt                                    | nach Darmstadt                                   |
| Bahnhof | 54,390 | Groß Gerau-Dornberg                               | Groß Gerau-Dornberg                              |
| Haltepunkt / Haltestelle | 50,584 | Groß Gerau-Dornheim                               | Groß Gerau-Dornheim                              |
| Überleitstelle / Spurwechsel | 50,037 | Groß-Gerau-Dornheim Süd Üst                       | Groß-Gerau-Dornheim Süd Üst                      |
| ehemalige Blockstelle | 48,610 | Wolfskehlen (Bk)                                  | Wolfskehlen (Bk)                                 |
| Haltepunkt / Haltestelle | 48,033 | Riedstadt-Wolfskehlen                             | Riedstadt-Wolfskehlen                            |
| Abzweig geradeaus und ehemals von links | | ehem. von Darmstadt                               | ehem. von Darmstadt                              |
| Bahnhof | 45,710 | Riedstadt-Goddelau                                | 89 m                                             |
| Haltepunkt / Haltestelle | 42,739 | Stockstadt (Rhein)                                | Stockstadt (Rhein)                               |
| Abzweig geradeaus und nach rechts | 43,800 | Anschluss Automobil Logistik                      | Anschluss Automobil Logistik                     |
| Bahnhof | 39,590 | Biebesheim                                        | Biebesheim                                       |
| Abzweig geradeaus und nach links | 39,400 | Industriestammgleis                               | Industriestammgleis                              |
| Abzweig geradeaus und von rechts | 36,600 | Anschluss Gernsheimer Hafen                       | Anschluss Gernsheimer Hafen                      |
| Bahnhof | 36,352 | Gernsheim                                         | 90 m                                             |
| Bahnhof | 31,524 | Groß Rohrheim S 9                                 | Groß Rohrheim S 9                                |
| Abzweig geradeaus und von rechts | | Anschluss Kernkraftwerk Biblis                    | Anschluss Kernkraftwerk Biblis                   |
| Bahnhof | 28,110 | Biblis                                            | 90 m                                             |
| Abzweig geradeaus und nach rechts | | nach Worms Hbf                                    | nach Worms Hbf                                   |
| Brücke über Wasserlauf | 26,951 | Weschnitz                                         | Weschnitz                                        |
| Haltepunkt / Haltestelle | 24,900 | Bobstadt                                          | 90,57 m                                          |
| | |                                                   |                                                  |
| Turmhaltepunkt geradeaus oben | 22,950 | Bürstadt Hp (Turmbahnhof Hofheim (Ried)–Bensheim) | 97,25 m                                          |
| | |                                                   |                                                  |
| Überleitstelle / Spurwechsel | 21,357 | Bürstadt Süd Üst                                  | Bürstadt Süd Üst                                 |
| Abzweig geradeaus und von rechts | | von Worms (Anschlussgleis)                        | von Worms (Anschlussgleis)                       |
| Bahnhof | 17,550 | Lampertheim                                       | 93 m                                             |
| Abzweig geradeaus und ehemals nach rechts | | ehem. nach Weinheim                               | ehem. nach Weinheim                              |
| Kreuzung geradeaus unten (Querstrecke außer Betrieb) | | Weinheim–Worms                                    | Weinheim–Worms                                   |
| Grenze | 15,040 | ehem. Regionalbereichsgrenze Mitte/Südwest        | ehem. Regionalbereichsgrenze Mitte/Südwest       |
| Grenze | 14,881 | Landesgrenze Hessen / Baden-Württemberg           | Landesgrenze Hessen / Baden-Württemberg          |
| ehemaliger Haltepunkt / Haltestelle | 13,620 | Mannheim-Blumenau (ehem. Sandtorf)                | Mannheim-Blumenau (ehem. Sandtorf)               |
| Strecke mit Straßenbrücke | 12,600 | Bundesautobahn 6                                  | Bundesautobahn 6                                 |
| Abzweig geradeaus und von rechts | | Anschluss Coleman Barracks                        | Anschluss Coleman Barracks                       |
| Dienststation / Betriebs- oder Güterbahnhof | 10,700 | Mannheim-Waldhof Gbf (Bft)                        | Mannheim-Waldhof Gbf (Bft)                       |
| Abzweig geradeaus und nach rechts | | nach Mannheim-Sandhofen                           | nach Mannheim-Sandhofen                          |
| Bahnhof | 4,43 9,445 | Mannheim-Waldhof                                  | Mannheim-Waldhof                                 |
| Strecke von links · Abzweig ehemals geradeaus, nach links und nach rechts · Strecke von rechts | | nach Mannheim Industriehafen                      | nach Mannheim Industriehafen                     |
| Haltepunkt / Haltestelle · Strecke | 3,40 0,000 | Mannheim-Luzenberg (ehem. Bf)                     | Mannheim-Luzenberg (ehem. Bf)                    |
| Abzweig ehemals geradeaus und nach rechts · Strecke | | Westliche Einführung nach Mannheim Hbf S 9        | Westliche Einführung nach Mannheim Hbf S 9       |
| | |                                                   |                                                  |
| Strecke (außer Betrieb) · Kilometer-Wechsel | 7,9+30,887,9+29,96 | Fehllänge 0,92 m                                  | Fehllänge 0,92 m                                 |
| | |                                                   |                                                  |
| Strecke (außer Betrieb) · Kreuzung mit U-Bahn geradeaus oben | 7,328 | Stadtbahn Mannheim Nord 4 A                       | Stadtbahn Mannheim Nord 4 A                      |
| Kreuzung geradeaus oben (Strecke geradeaus außer Betrieb) · Abzweig geradeaus und von rechts | | Mannheimer Industriehafenbahn                     | Mannheimer Industriehafenbahn                    |
| Kopfbahnhof Streckenende (Strecke außer Betrieb) · Strecke von links · Strecke nach rechts | 0,00 0,000 | Mannheim-Neckarstadt                              | Mannheim-Neckarstadt                             |
| Kreuzung mit U-Bahn geradeaus unten | 6,695 | Mannheimer Straßenbahn 5 A 15                     | Mannheimer Straßenbahn 5 A 15                    |
| Kreuzung geradeaus oben (Querstrecke außer Betrieb) | 6,500 | Oberrheinische Eisenbahn                          | Oberrheinische Eisenbahn                         |
| Bahnhof | 6,279 | Mannheim-Käfertal                                 | Mannheim-Käfertal                                |
| Kreuzung mit U-Bahn geradeaus oben | 4,794 | Straßenbahn Mannheim nach Feudenheim 2 7          | Straßenbahn Mannheim nach Feudenheim 2 7         |
| Brücke über Wasserlauf | 4,314 | Neckarkanal (65 m)                                | Neckarkanal (65 m)                               |
| Strecke Anfang Hochstrecke | 4,237 | Riedbahnbrücke Ost                                | Riedbahnbrücke Ost                               |
| Strecke unter Wasserlauf | 4,140 | Neckar (187 m)                                    | Neckar (187 m)                                   |
| Strecke Ende Hochstrecke | 4,050 |                                                   |                                                  |
| Kreuzung geradeaus oben | 4,029 | Oberrheinische Eisenbahn 5 (26 m)                 | Oberrheinische Eisenbahn 5 (26 m)                |
| Kreuzung mit U-Bahn geradeaus oben | 3,451 | Straßenbahn Mannheim nach Neuostheim 6 9          | Straßenbahn Mannheim nach Neuostheim 6 9         |
| ehemaliger Haltepunkt / Haltestelle | 3,390 | Mannheim-Neuostheim (geplant)                     | 98 m                                             |
| Blockstelle | 3,269 | Mannheim Rennplatz (Abzw)                         | Mannheim Rennplatz (Abzw)                        |
| Abzweig geradeaus und nach links | | Güterstrecke nach Mannheim Rbf                    | Güterstrecke nach Mannheim Rbf                   |
| | |                                                   |                                                  |
| Kilometer-Wechsel | 2,9000002,891762 | Kilometrierungssprung                             | Kilometrierungssprung                            |
| | |                                                   |                                                  |
| Kreuzung mit U-Bahn geradeaus oben | 2,792 | Straßenbahn Mannheim nach Neuhermsheim 6A         | Straßenbahn Mannheim nach Neuhermsheim 6A        |
| Abzweig geradeaus und von links | 1,660 | von Basel Bad Bf S 1S 2S 3S 39S 4S 6              | von Basel Bad Bf S 1S 2S 3S 39S 4S 6             |
| Abzweig geradeaus und von links | | von Stuttgart und von Karlsruhe S 9               | von Stuttgart und von Karlsruhe S 9              |
| Dienststation / Betriebs- oder Güterbahnhof | 1,300 | Mannheim Hbf Ost                                  | Mannheim Hbf Ost                                 |
| Bahnhof | 0,000 | Mannheim Hbf                                      | Mannheim Hbf                                     |
| Abzweig geradeaus und nach rechts | | Westliche Einführung nach Frankfurt S 39S 9       | Westliche Einführung nach Frankfurt S 39S 9      |
| Strecke | | nach Ludwigshafen S 1S 2S 3S 4S 6                 | nach Ludwigshafen S 1S 2S 3S 4S 6                |
| | |                                                   |                                                  |
| Quellen: | |                                                   |                                                  |

Die Bahnstrecke Mannheim–Frankfurt ist eine zweigleisige, elektrifizierte Hauptbahn in Baden-Württemberg und Hessen. Sie verläuft von Mannheim über Biblis und Groß-Gerau nach Frankfurt am Main.
Sie wird heute oft als Riedbahn bezeichnet, wobei die ursprünglich mit diesem Namen bezeichnete Bahnstrecke von Darmstadt nach Worms-Rosengarten führte und nur der mittlere Abschnitt der heutigen Riedbahn mit der historischen Strecke identisch ist.
Im ersten Halbjahr 2024 fuhren im Fernverkehr täglich etwa 60.000 Fahrgäste über die Strecke, im Regionalverkehr etwa 16.000. Vom 15. Juli bis 14. Dezember 2024 war die Strecke für eine Generalsanierung gesperrt. Langfristig sollen der Fernverkehr und ein Teil des Güterverkehrs auf die geplante Neubaustrecke Frankfurt–Mannheim verlagert werden.

## Geografische Lage und Bedeutung
Die Strecke verläuft in Südhessen durch das Hessische Ried und in ihrem südlichen Abschnitt in Baden-Württemberg. Sie verbindet die Bahnhöfe Frankfurt am Main Stadion (Züge werden durchgebunden nach Frankfurt (Main) Hauptbahnhof) und Mannheim Hauptbahnhof. Im Personenverkehr ist die Strecke die am stärksten belastete des gesamten ICE-Netzes. Die Strecke wird seit den späten 1980er Jahren ausgebaut und ist heute in weiten Teilen für Geschwindigkeiten von 200 km/h zugelassen. Der größere Teil des Güterverkehrs fährt wegen der besseren Anbindung an den Mannheimer Rangierbahnhof über die östlich parallel verlaufende Bahnstrecke Frankfurt am Main–Heidelberg.

## Geschichte

### Ursprung

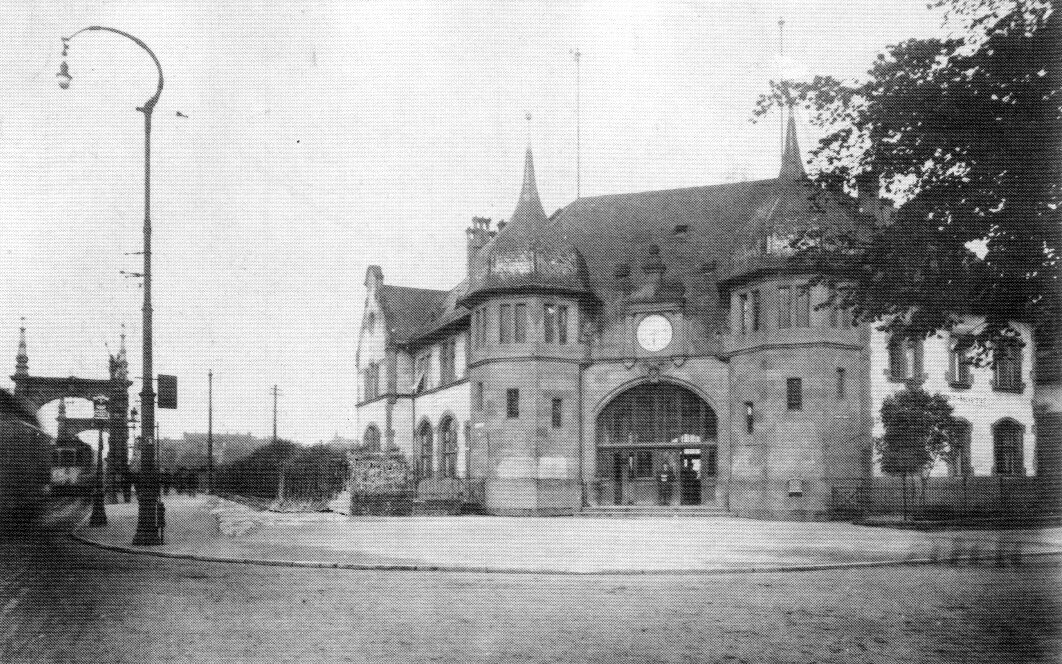
Historischer Bahnhof Mannheim-Neckarstadt, um 1912

Die private Hessische Ludwigsbahn baute die Riedbahn, um Darmstadt, die damalige Landeshauptstadt des Großherzogtums Hessen, mit Worms zu verbinden, das nach Mainz die zweitwichtigste Stadt der großherzoglich-hessischen Provinz Rheinhessen war. Zur Finanzierung des Projektes trugen die Anliegergemeinden erheblich bei.
Am 29. Mai 1869 eröffnete der großherzoglich-hessische Ministerpräsident Reinhard Carl Friedrich von Dalwigk die Strecke von Darmstadt über Goddelau und Biblis bis zum Bahnhof Rosengarten. Dieser lag rechtsrheinisch gegenüber von Worms. Die verbindende Rheinbrücke ging erst im Jahr 1900 in Betrieb. Bis dahin stellte das Trajekt Worms–Rosengarten die Verbindung her.
Am 15. Oktober 1879 ging eine Teilstrecke von der Riedbahn, die von Lampertheim über Waldhof in die Mannheimer Neckarstadt führte, in Betrieb, wo sie im Bahnhof Mannheim-Neckarstadt nordöstlich der heutigen Kurpfalzbrücke endete. Eine Gleisverbindung zum Hauptbahnhof Mannheim bestand hier nicht.
Am 24. November 1879 folgten zwei Zweigstrecken zwischen Biblis und Lampertheim bzw. von Goddelau Richtung Norden nach Frankfurt-Goldstein (heute: Bahnhof Frankfurt am Main Stadion). Die heutige Riedbahn zwischen Mannheim und Frankfurt verbindet somit diese beiden ehemaligen Zweigstrecken und verläuft nur zwischen Biblis und Goddelau auf der ursprünglichen Trasse.

### Änderungen im Netz
Am 1. Mai 1880 war eine Umfahrung Mannheims mit einer Trasse über Käfertal und die Rheintalbahn fertig gestellt. Danach konnten die Züge der Riedbahn auf einem Bogen nach Süden durchgehend bis zum Mannheimer Hauptbahnhof fahren. Dort mussten sie „Kopf machen“, um in Richtung Karlsruhe oder Stuttgart weiterzufahren.
1899 war der zweigleisige Ausbau der Strecke zwischen Frankfurt und Mannheim beendet.
Im Dezember 1900 wurde die Rheinbrücke Worms eröffnet, der gesamte bis dahin im Bahnhof Rosengarten endende Verkehr nach Worms Hauptbahnhof geleitet. Nach Einführung des elektrischen Streckenblocks wurde Ende 1901 das Personal auf den Haltepunkten Groß-Rohrheim, Biebesheim, Stockstadt am Rhein, Leeheim-Wolfskehlen, Dornheim, Mörfelden und Walldorf abgezogen. 1905 wurde die Strecke zwischen Darmstadt und Goddelau mit Fernsprechern ausgestattet, die Gesamtstrecke, einschließlich der Abzweige nach Worms und Mannheim-Neckarstadt, erhielt zwischen Frankfurt und Mannheim im Jahr 1912 Telefonanschlüsse. Am 10. Februar 1914 wurden „mit Eintritt der Dunkelheit“ im Abschnitt Mannheim-Neckarstadt–(Mannheim-)Waldhof neue „Doppellichtvorsignale“ in Betrieb genommen, die dem heute noch gebräuchlichen Modell des Formsignals entsprachen.
Kurz vor dem Zweiten Weltkrieg entwickelte (und bereits durch das Reichsverkehrsministerium genehmigte) Pläne für eine grundlegende Neuordnung des Bahnknotens Mannheim/Ludwigshafen, die vorsahen, die Riedbahn in den Knoten Mannheim verändert einzuführen und eine schnell befahrbare Überleitung zur Main-Neckar-Bahn zwischen Darmstadt-Eberstadt und Lampertheim zu bauen, wurden infolge des Krieges nicht mehr umgesetzt. Auch Planungen aus den Jahren 1950 und 1951, die ebenfalls eine Verlegung der Riedbahn im Raum Mannheim vorsahen, wurden nicht realisiert.
Elektrifiziert wurde die Strecke 1964. 1975 wurde der überwiegende Teil des Abschnittes Darmstadt–Goddelau wegen fehlenden Verkehrsaufkommens stillgelegt und abgebrochen. Verblieben ist das Gleis von Darmstadt Hauptbahnhof bis Weiterstadt-Riedbahn, das als Anschlussgleis betrieben wird.

### Ertüchtigung für den Hochgeschwindigkeitsverkehr

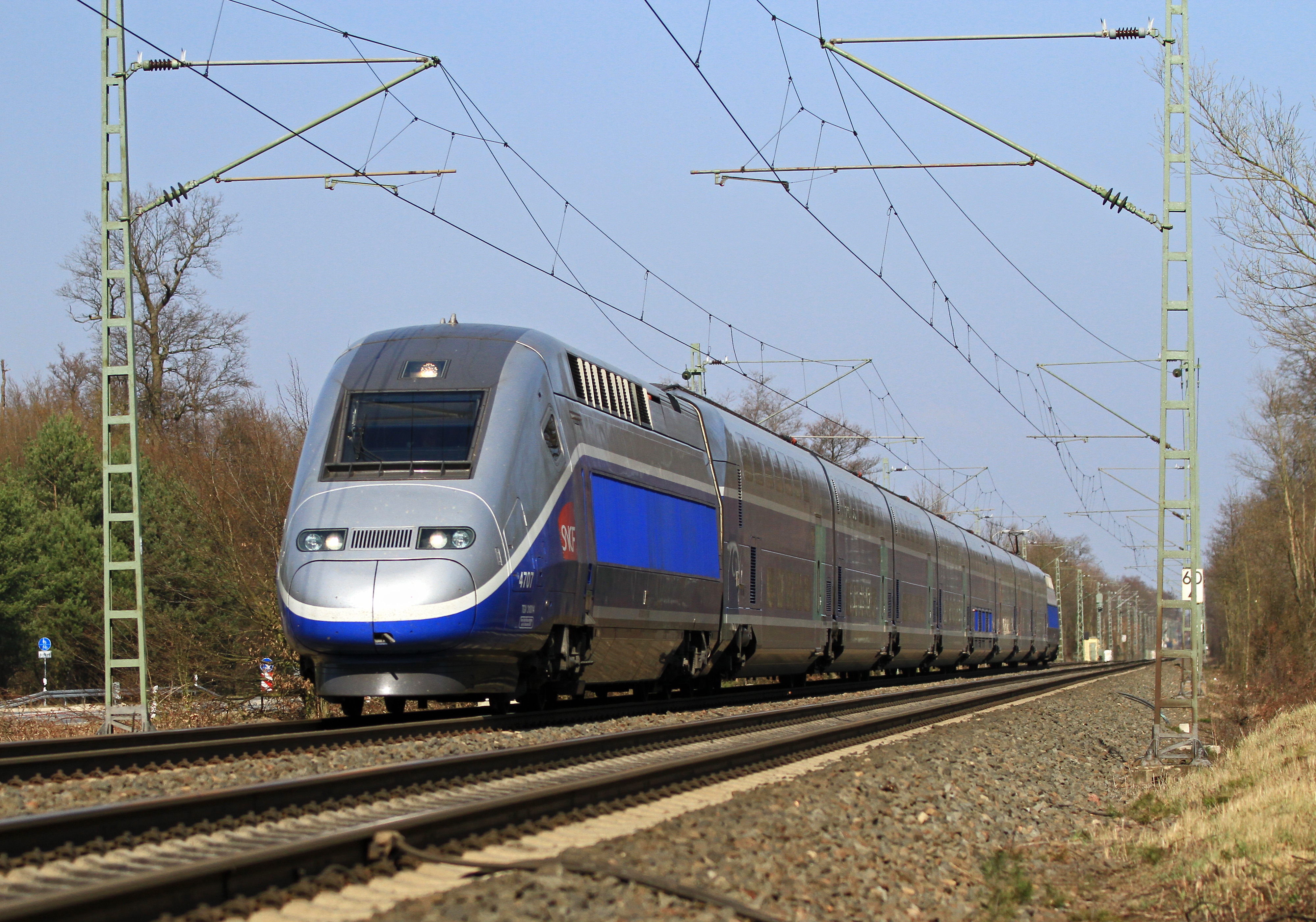
Doppelstock-TGV (TGV-Duplex) Frankfurt–Marseille bei Mörfelden-Walldorf (2012)

Bereits im Bundesverkehrswegeplan 1973 war die Riedbahn bei den Schienenwegen als eine von acht geplanten Ausbaustrecken aufgeführt. Der Vorstand der DB legte dem Verwaltungsrat im März 1977 das Vorhaben der Ausbaustrecke Frankfurt–Mannheim vor, in das zwischenzeitlich auch die westliche Einführung der Riedbahn integriert worden war. Im Mai 1977 stimmte der Verwaltungsrat dem Vorhaben zu. Der Nutzen-Kosten-Faktor lag bei 6,73. In dem den Bundesverkehrswegeplan 1973 fortschreibenden Koordinierten Investitionsprogramm für die Bundesverkehrswege von 1977 war dieser Ausbau neben fünf anderen Ausbaustrecken enthalten, im Bundesverkehrswegeplan 1980 ebenfalls. Ende der 1970er Jahre war geplant, die Strecke zwischen Mannheim-Waldhof und Groß-Gerau viergleisig auszubauen. In Groß-Gerau wäre die Neubaustrecke Köln–Groß-Gerau Richtung Köln ausgefädelt. Beide Vorhaben wurden später verworfen.

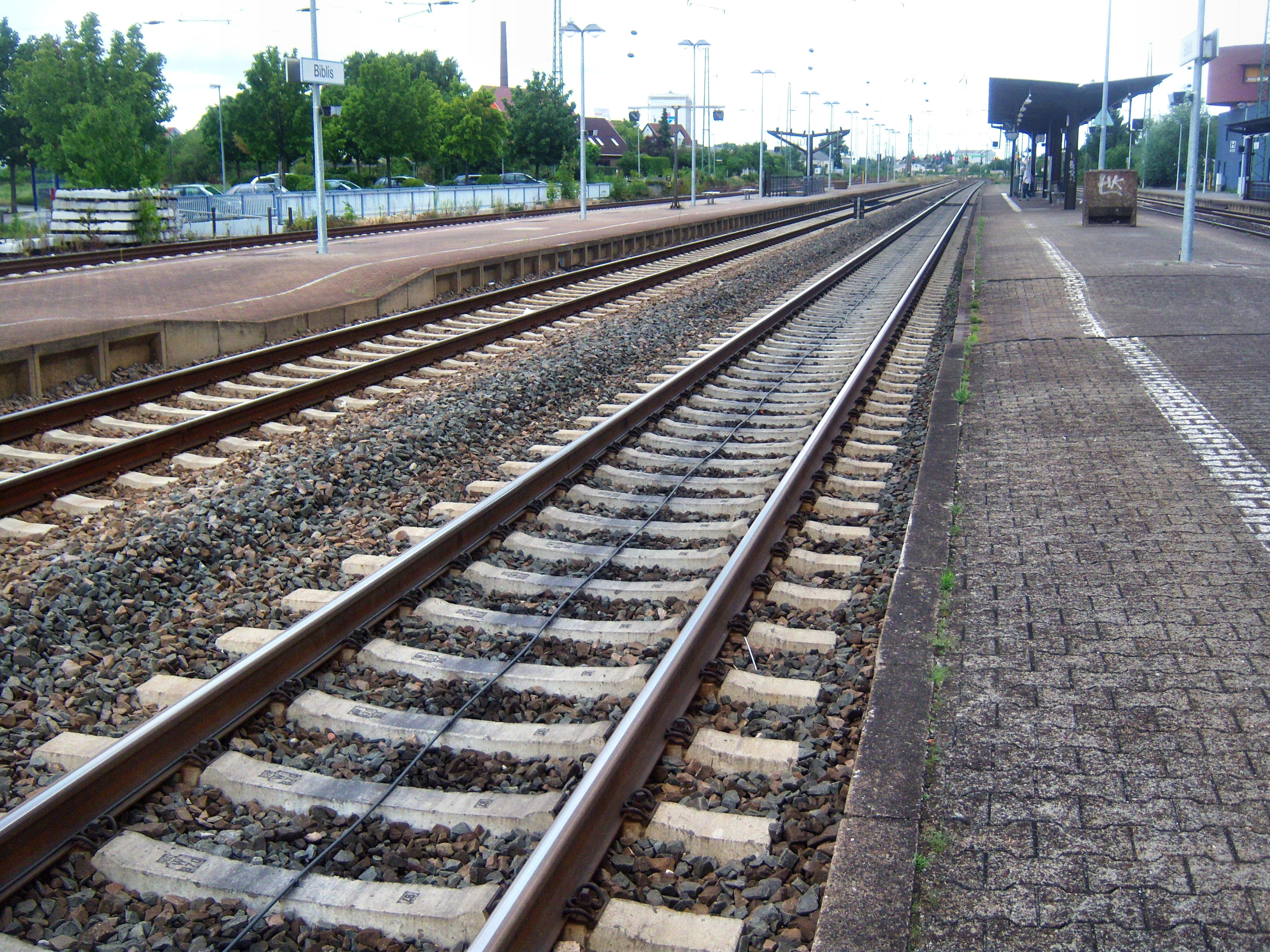
Gleise mit Linienleiter im Bibliser Bahnhof (2008)

Bereits Mitte der 1980er Jahre galt die Strecke als überlastet und die Betriebsqualität abschnittsweise als sehr unbefriedigend. Die Strecke war weitgehend mit 160 km/h befahrbar, mit Einbrüchen in Lampertheim (150 km/h), Biblis (90 km/h), zwischen Gernsheim und Goddelau (150 km/h, in Goddelau kurzzeitig 140 km/h), Dornberg (130 km/h) und Mörfelden (150 km/h). 1985 wurde die Westliche Einführung der Riedbahn eröffnet, auf der die Riedbahn in den Nordkopf des Mannheimer Hauptbahnhofes mündet. Damit entfiel der Richtungswechsel für weiter nach Süden verkehrende Züge. Nur wenige ICE und TGV, die ohne Richtungswechsel in Richtung Ludwigshafen weiterfahren, nutzen weiterhin die „östliche“ Riedbahneinführung. Die östliche Riedbahn hat mit täglich 180 Zugpaaren vor allem Bedeutung für den Güterverkehr. Zwischen dem Abzweig Rennplatz und dem Bahnhof Käfertal wird seit 1989 in beiden Richtungen nur das östliche Gleis befahren. 
Für den Bundesverkehrswegeplan 1985 beauftragte das Bundesverkehrsministerium eine gemeinsame Untersuchung der Ausbauvorhaben an der Ried- und der Kinzigtalbahn. Das Gesamtvorhaben wurde dabei mit einem Nutzen-Kosten-Faktor von 15 bewertet. Bei einer Gesamtinvestition von 960 Millionen DM (zum Preisstand von 1983) wurde ein jährlicher Beitrag zum Wirtschaftsergebnis der DB von 256 Millionen DM pro Jahr erwartet. Diese Ergebnisse führten zur Aufnahme der Riedbahn in den vordringlichen Bedarf des Bundesverkehrswegeplans 1985. Die Maßnahme sollte so schnell wie möglich realisiert werden und zur Aufnahme des ICE-Verkehrs 1991 in wesentlichen Teilen abgeschlossen werden. Mit Investitionen in die Riedbahn in Höhe von 500 Millionen DM sollte ein Fahrzeitgewinn von fünf Minuten erreicht, die Streckenleistungsfähigkeit auf 146 Züge pro Tag und Richtung gesteigert und der Flughafen Frankfurt Main angebunden werden. In Verbindung mit dem Ausbau der Kinzigtalbahn sollte die Fahrzeit zwischen Fulda und Mannheim bis dahin um sieben sowie bis 1995 um fünfzehn Minuten gegenüber dem Ursprungszustand gesenkt werden (Stand: 1990).
Um diese Ziele zu erreichen, sollte die Strecke zwischen Mannheim-Waldhof (km 9) und Frankfurt Sportfeld (km 73), mit Ausnahme eines 110-km/h-Abschnitts im Bahnhof Biblis, durchgehend mit 200 km/h befahrbar gemacht werden. Dazu waren Linienverbesserungen in Lampertheim, Groß Rohrheim, Goddelau-Erfelden, Groß Gerau-Dornberg und Mörfelden geplant. Zwei Überholgleise sollten neu gebaut und sechs verlängert werden. Ein Stellwerk und zehn Brücken sollten neu sowie fünf Stellwerke und 27 Brücken umgebaut werden. Die gesamte Strecke sollte ferner mit Linienzugbeeinflussung ausgerüstet werden. Eine Beseitigung des Geschwindigkeitseinbruches in Biblis hätte eine großräumige Umfahrung des Ortes bedeutet und wurde verworfen.
Das Ausbauvorhaben wurde in zwei Stufen gegliedert:
Im Bundesverkehrswegeplan 1985 stand die erste Ausbaustufe der Strecke – im Wesentlichen die neue Einführung in den Mannheimer Hauptbahnhof – im vordringlichen Bedarf, die zweite im weiteren Bedarf. Daneben wurden leistungssteigernde Maßnahmen (vorwiegend Blockverdichtungen und Gleiswechselbetrieb) realisiert. Der Ausbau der Strecke wurde 1983 mit 500 Millionen DM kalkuliert. Weitere 180 Millionen DM sollten von Kreuzungspartnern zur Beseitigung der Bahnübergänge aufgebracht werden. Von den 500 Millionen DM sollte jeweils etwa die Hälfte der Mittel der Kapazitätssteigerung und der Leistungssteigerung dienen. Die Kosten der ersten Ausbaustufe wurden im Bundesverkehrswegeplan 1985 mit 340 Millionen DM abgeschätzt. Davon waren bis Ende 1985 291 Millionen DM verausgabt. Zwischen 1986 und 1989 waren weitere 14 Millionen DM in die erste Stufe investiert worden. 1990 wurde von Gesamtkosten von 350 Millionen DM zum Preisstand von 1989 ausgegangen.
Im Rahmen der zweiten Ausbaustufe sollte die Strecke für 500 Millionen DM auf mehr als 80 Prozent ihrer Länge auf 200 km/h ertüchtigt werden. Zur Leistungssteigerung waren zusätzliche und verlängerte Überholungsgleise vorgesehen. Zwischen Frankfurt-Sportfeld und Groß Gerau-Dornberg wurde als langfristige Option ein viergleisiger Ausbau planerisch berücksichtigt, bis Goddelau-Erfelden ein dreigleisiger Ausbau. Mehr als 300 Millionen DM der vorgesehenen 500 Millionen DM entfielen auf die Anbindung des Frankfurter Flughafens. Spätestens im Zuge der Neubaustrecke Köln–Rhein/Main sollte diese Anbindung, einschließlich eines zusätzlichen Gleises am Flughafen-Regionalbahnhof, verwirklicht werden. Noch Ende der 1980er Jahre war geplant, als Teil der Ausbaumaßnahmen den Flughafen-Regionalbahnhof am Frankfurter Flughafen auszubauen und mit einer Verbindungskurve an die Riedbahn anzuschließen. Zunächst war der Bau einer Südkurve zur Riedbahn vorgesehen, später der Bau einer Nordkurve. Diese Anbindung entstand später im Rahmen der Neubaustrecke Köln–Rhein/Main, nachdem der Vorstand der DB im April 1990 entschieden hatte, einen Flughafen-Fernbahnhof zu errichten. Dieser wurde im Mai 1999 eröffnet.
Die Zentrale der Deutschen Bundesbahn prüfte die ihr 1986 vorgelegte Vorplanung der zweiten Ausbaustufe. Dabei zeigte sich, dass der Kostenrahmen von 186 Millionen DM um rund 55 Millionen DM überschritten würde. Mehrere Maßnahmen wurden daraufhin zurückgestellt.
Die zweite Ausbaustufe wurde 1987 begonnen. Sie sollte mit der für 1991 geplanten vollständigen Inbetriebnahme der Schnellfahrstrecke Mannheim–Stuttgart abgeschlossen werden. Nachdem das Land Hessen am 1. Dezember 1986 ein Raumordnungsverfahren für die Linienverbesserungen Groß-Gerau, Goddelau-Erfelden, Stockstadt und Gernsheim gefordert hatte, war es zu Verzögerungen gekommen. Auch die Planfeststellungsverfahren verzögerten sich, insbesondere jene zur Beseitigung von Bahnübergängen. Bis Herbst 1988 waren erst drei, bis Ende 1989 vier von 27 Bahnübergängen an der Strecke beseitigt. Ende 1989 waren 46 Einzelmaßnahmen vorgesehen. Bis dahin waren 6 von 27 höhengleichen Bahnübergängen aufgehoben. Für die Beseitigung von neun weiteren Übergängen liefen Planfeststellungsverfahren. Bis Ende 1990 waren in acht der zwölf Planfeststellungsabschnitte Maßnahmen im Bau, in den übrigen vier liefen noch die Verfahren. Von den Bahnübergängen waren bis dahin sechs beseitigt, vier im Bau, zehn im Planfeststellungsverfahren und acht in Planung. Zur Aufnahme des ICE-Betriebes im Juni 1991 sollte nach dem Planungsstand von Anfang 1991 zumindest ein Schnellfahrabschnitt Stockstadt–Mannheim-Waldhof in Betrieb genommen werden. Bis Anfang 1991 waren die Arbeiten in vier der zwölf Planfeststellungsabschnitte weitgehend abgeschlossen, in vier weiteren waren die Verfahren eingeleitet worden.
Mit der Einführung der ersten ICE-Linie am 2. Juni 1991 wurde der Ausbauabschnitt zwischen Stockstadt und Mannheim-Waldhof in Betrieb genommen. Gleichzeitig wurde die Streckenkapazität von 240 auf 280 Züge pro Tag erhöht. Die Eisenbahnbrücke Bürstadt wurde im Zuge des Ausbaus neu errichtet, vier weitere Brückenbauwerke verbreitert.
1990 lief darüber hinaus die Vorplanung für eine Verbindungskurve zur Anbindung des Frankfurter Flughafens an die Strecke. Diese wurde später im Rahmen des Frankfurter-Kreuz-Tunnels realisiert und 1999 in Betrieb genommen.
1992 gehörte die Strecke – zwischen Frankfurt Sportfeld und Mannheim – zu den fünf Strecken, die vorrangig mit CIR-ELKE-Hochleistungsblock ausgerüstet werden sollten.
Zum Fahrplanwechsel im Mai 1998 wurde die zulässige Höchstgeschwindigkeit im Südabschnitt auf einer Länge von 15 Kilometer auf 200 km/h angehoben und der nördliche Abschnitt Groß-Gerau–Frankfurt am Main wurde im Herbst 1999 für Schnellfahrten fertig gestellt. Seit 5. Dezember 1999 kann auch im 3,3 Kilometer langen Abschnitt Leeheim – Dornberg 200 km/h gefahren werden.
Bis Ende 1993 wurden von für den Streckenausbau geplanten 275 Millionen Euro 176 Millionen Euro investiert. Weitere 82 Millionen folgten in den Jahren 1994 bis 2001. Bis 2003 wurden neun von geplanten zehn Linienverbesserungen realisiert und 21 von 30 Bahnübergängen beseitigt. Im Hinblick auf die Neubaustrecke Rhein/Main–Rhein/Neckar sollte das Ausbauprojekt „qualifiziert“ abgeschlossen werden. Eine bei Mörfelden vorgesehene Linienverbesserung wurde nicht realisiert. Die ausstehenden Bahnübergangsbeseitigungen sollten im Rahmen separater Vereinbarungen umgesetzt werden.

### Weitere Modernisierung
Im Jahr 2009 wurden die Brücken der östlichen Riedbahn in Mannheim über den Neckar und den Neckarkanal erneuert. Obwohl diese für zwei Gleise ausgelegt sind, wurde nur das östliche Gleis eingebaut. 
Die Bahnhöfe Biblis, Bürstadt, Bobstadt, Lampertheim und Groß-Rohrheim wurden bis Ende 2017 S-Bahn-gerecht umgebaut und modernisiert. Die geschätzten Kosten von 24 Millionen Euro wurden vom Bund (elf Millionen Euro), dem VRN und den beteiligten Kommunen (zusammen acht Millionen Euro) und dem Land Hessen (fünf Millionen Euro) getragen.
Die Strecke war 2006 von Streckenkilometer 12 bis 25, 29 bis 61 sowie 64 bis 69 mit 200 km/h befahrbar; im letztgenannten Abschnitt wurde die Höchstgeschwindigkeit später auf 160 km/h abgesenkt. 2013 bestanden noch sechs Bahnübergänge an der Strecke: zwei südlich des Bahnhofs Mörfelden (km 61,95 und 61,38), drei in Biblis (km 28,65, 27,20 und 26,57) sowie einer im Bereich des Haltepunktes Bobstadt (km 25,07). Die Strecke war bis zur Generalsanierung 2024 zwischen Zeppelinheim und Mannheim-Waldhof mit Linienzugbeeinflussung ausgerüstet.
Seit 2022 verkehrt wochentags in den Berufsverkehrszeiten die S-Bahn-Linie 8 zwischen Mannheim Hbf und Biblis. Diese fährt über die östliche Riedbahn in Mannheim und ist die einzige Linie, die im Bahnhof Mannheim-Käfertal hält.

### Generalsanierung 2024

#### Konzept und Überblick

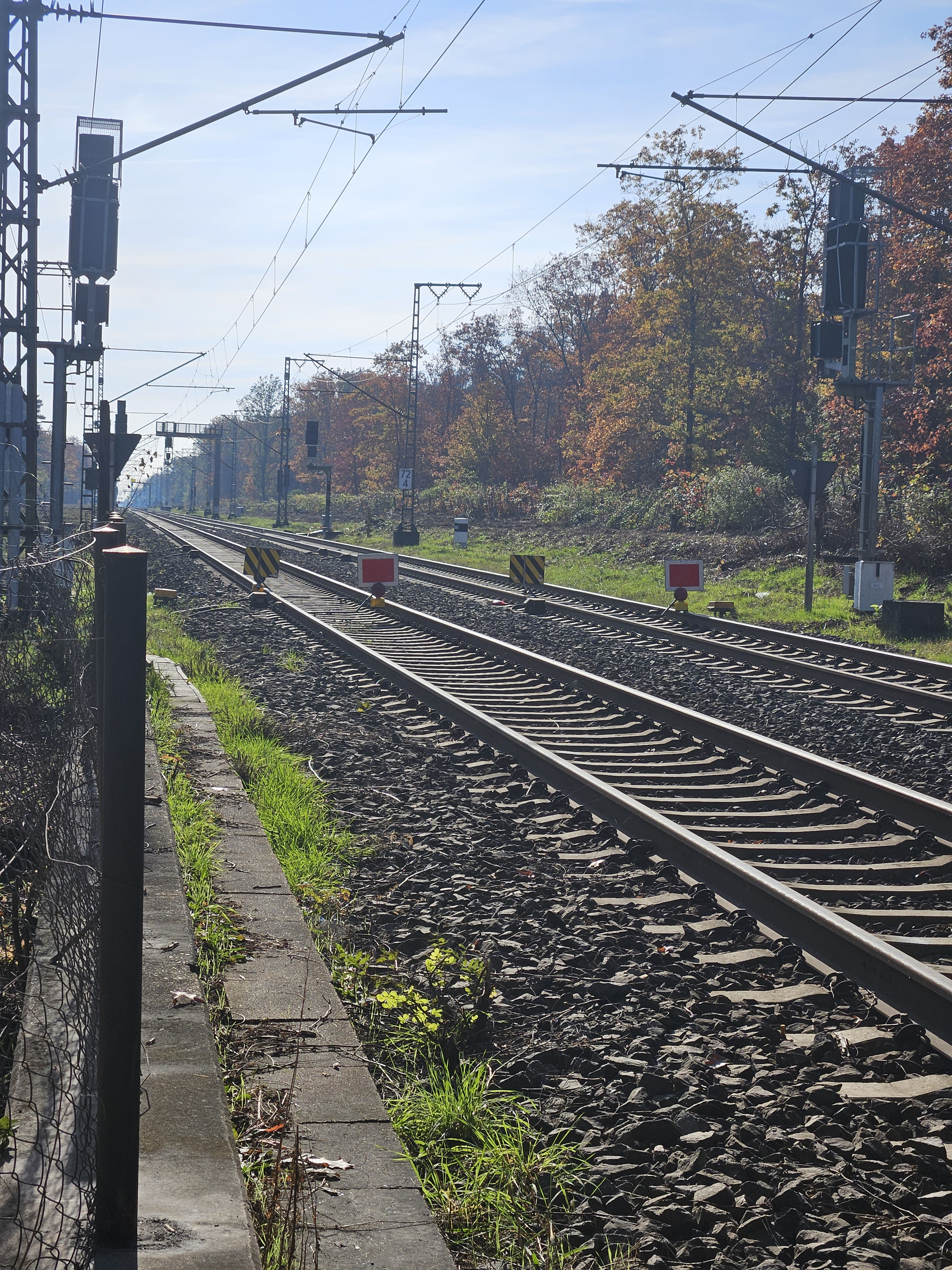
Sh-2-Scheiben an den südlichen Einfahrsignalen des Bahnhofs Frankfurt Stadion markierten das nördliche Ende des Projekts zur Generalisierung der Riedbahn (Blick Richtung Mannheim).

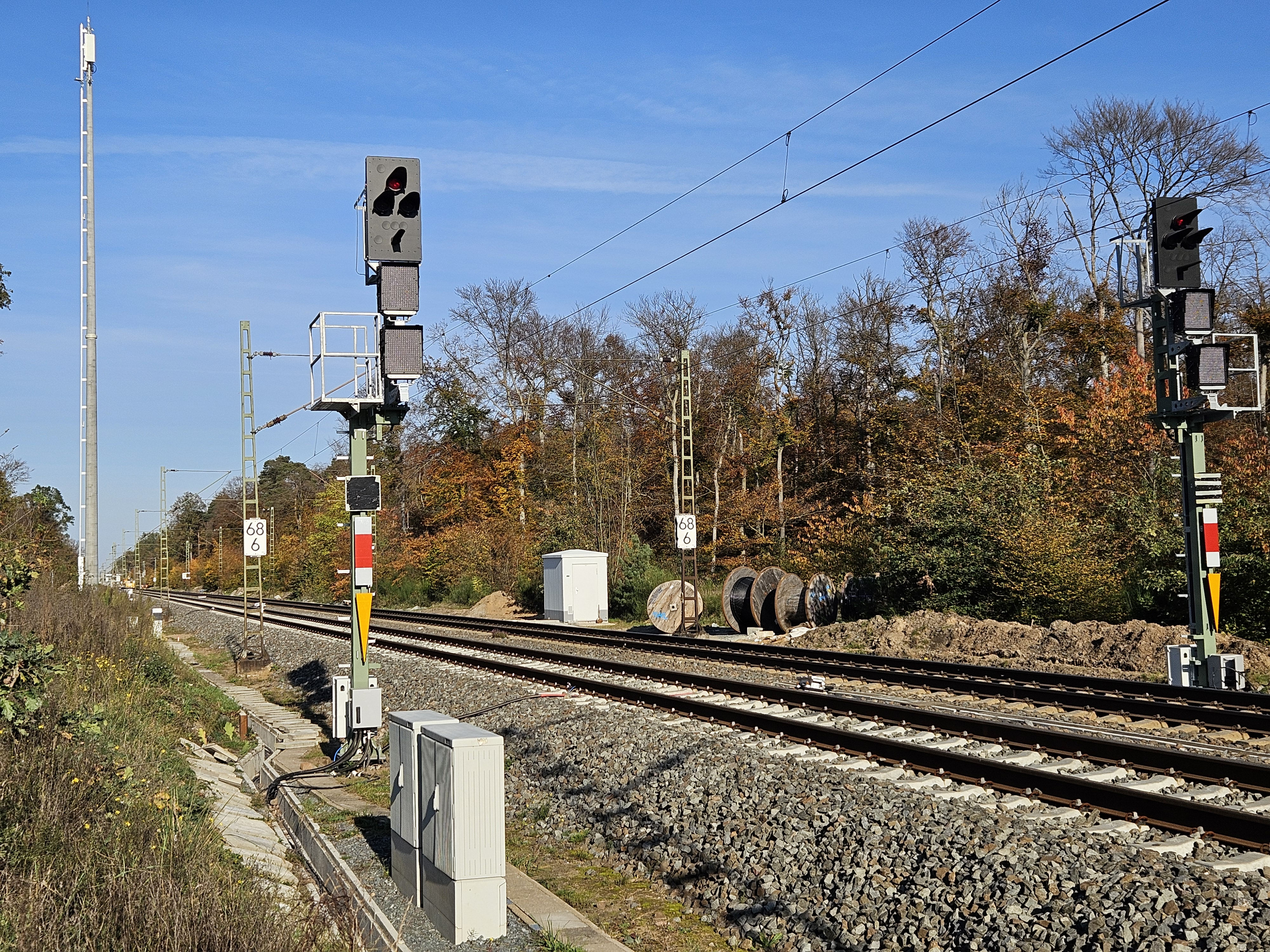
Erneuerte Gleise mit neuen Ks-Signalen und neuem GSM-R-Mast im November 2024

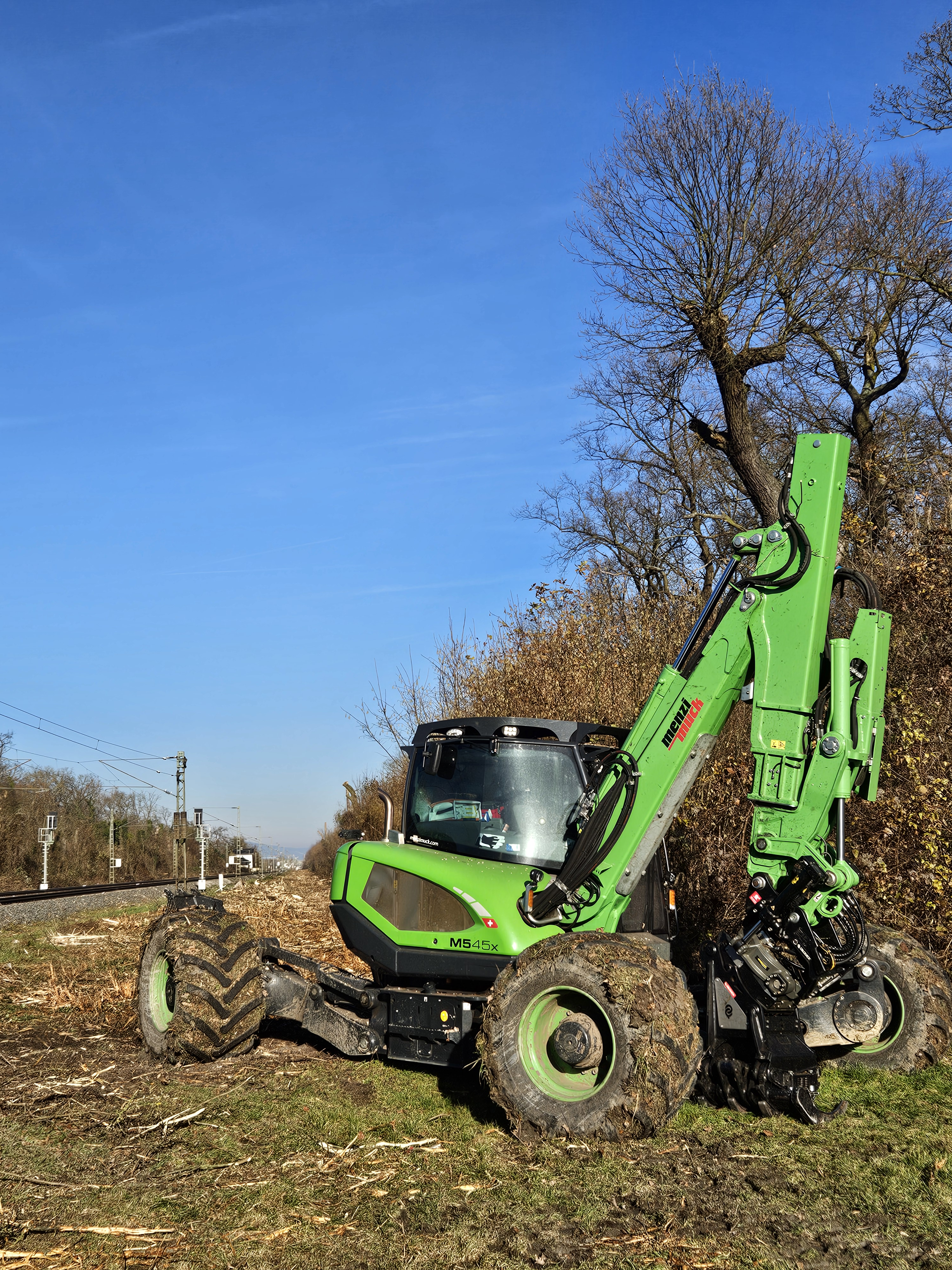
Großflächiger Vegetationsrückschnitt bei Groß Gerau (November 2024)

Vom 15. Juli 2024 bis einschließlich 14. Dezember 2024 war die Strecke als erste im Rahmen der Generalsanierung für ein „Hochleistungsnetz“ gesperrt. Es ist das erste derartige von etwa 40 geplanten Vorhaben, die nach dem Vorbild der Riedbahn bis 2030 folgen. Zu dem Vorhaben zählt auch die Westliche Einführung der Riedbahn, der Abschnitt Biblis–Worms, der Abschnitt zwischen Hofheim und Bürstadt der Nibelungenbahn sowie Verbindungskurven im Bereich des Bahnhofs Groß Gerau-Dornberg.
Im September 2022 wurde das Konzept der Generalsanierung beschlossen. Im gleichen Monat kündigte die Deutsche Bahn die Maßnahmen an. Vom 15. Juli bis Weihnachten 2024 wollte die DB „alle technischen Anlagen erneuern und 20 Bahnhöfe entlang der Strecke“ modernisieren. Es sollten 1200 Anlagen der Leit- und Sicherungstechnik, 152 Weichen (von 272), 140 km (von 164 km) Oberleitung, vier Bahnübergänge und mehr als 10 Kilometer Lärmschutzwände erneuert werden. Darüber hinaus sollen neue Überholmöglichkeiten gebaut und die Strecke „für den digitalen Bahnbetrieb der Zukunft“ ausgerüstet werden. Die letzte umfassende Oberbausanierung war Anfang der 2000er Jahre erfolgt.
Die Deutsche Bahn erwartete, den Zustand der meisten Gewerke erheblich verbessern zu können, insbesondere bei Leit- und Sicherungstechnik („Netzzustandsnote“ von 4,9 auf 1,3) und Bahnübergängen (5,3 auf 1,2), ebenfalls an Gleisen (3,6 auf 1,9) und Weichen (3,8 auf 1,8). Bei Brücken (2,2), Stützwänden (1,2) und der Oberleitung (verbleibt bei 3,7, nur Austausch des Fahrdrahtes) wurden unveränderte Zustandsnoten erwartet. Ferner rechnete sie mit einem leichten Anstieg der Leistungsfähigkeit, insbesondere einer erhöhten Betriebsqualität. Es wurde eine „grundsätzliche Baufreiheit von mindestens fünf Jahren“ nach der Sanierung erwartet. Es seien alle Anlagen mit einer Netzzustandsnote schlechter als vier saniert worden. Ebenso seien alle Anlagen, deren Tausch innerhalb von fünf Jahren notwendig geworden wäre, erneuert worden. Eine gestückelte Erneuerung „unter rollendem Rad“ hätte laut DB-Angaben rund 16.000 Stunden Sperrzeit erfordert, während die Generalsanierung mit etwa 4.000 Stunden auskommen hätte sollen.

#### Vorbereitungen
Für vorbereitende Arbeiten der Sanierung wurde die Strecke am Abend des 1. Januar 2024 gesperrt, sollte bis zum 22. Januar 2024 gesperrt bleiben und wurde Ende Januar wieder in Betrieb genommen. Es wurden dabei u. a. 23 Weichen und 9 km Gleis erneuert sowie 8,5 km Kabeltröge und 100 Signale errichtet. Eine Reihe von Schallschutzwänden, Oberleitungs- und Signalmasten wurden gegründet sowie Infrastruktur, mit denen die Bedienung von Gleisanschließern sichergestellt werden sollte, hergestellt. Ferner wurde das Ersatzkonzept mit 1200 täglichen Busfahrten und 150 Bussen erprobt. Zwischen der Januarsperrpause und dem Beginn der Generalsanierung erfolgten weitere vorbereitende Arbeiten, beispielsweise der Rückbau alter und zur Erneuerung vorgesehener Lärmschutzwände, die in teils länger als vier Stunden andauernden Nachtsperrpausen erfolgte.
In Vorbereitung auf die Baumaßnahmen wurden auch Umleitungsstrecken ertüchtigt (beispielsweise mehrere Tunnel aufgeweitet) und instand gesetzt. Dazu zählen:
- Die Bahnstrecke Frankfurt am Main–Heidelberg (Main-Neckar-Bahn) wurde vom 2. bis 26. Februar 2024 zwischen Darmstadt und Heidelberg voll gesperrt, zwischen Frankfurt und Darmstadt war der Verkehr eingeschränkt, um Gleise, Weichen und Oberleitungen zu erneuern sowie Erdarbeiten an einem Damm bei Heppenheim vorzunehmen.[60][61] Als Konsequenz der Sperrung der Main-Neckar-Bahn musste die S7 auf der Riedbahn eingestellt und ein Schienenersatzverkehr eingerichtet werden, da die Riedbahn Züge von der gesperrten Main-Neckar-Bahn aufnehmen musste und kein Platz mehr für die S7 da war.[60][61]
- Die Bahnstrecke von Hochspeyer über Bad Kreuznach nach Bingen (Zwischen Bingen und Bad Münster am Stein Teil der Nahetalbahn, dann Alsenztalbahn) wurde vom 4. März bis 8. April 2024 für Ertüchtigungsarbeiten gesperrt.[61][62] Die Bahnstrecke Mainz–Mannheim (Ludwigsbahn) wurde aus demselben Grund vom 11. bis 24. März 2024 gesperrt.[61][62]
- Die Nibelungenbahn wurde von Januar bis Juni 2024 zwischen Hofheim (Ried) und Bürstadt elektrifiziert. Während der Riedbahnsperrung wurde auf diesem Abschnitt der Stunden- zum Halbstundentakt verdichtet.[63]

#### Leit- und Sicherungstechnik
Im Rahmen der Generalsanierung sollte die Strecke komplett auf Elektronische Stellwerke umgestellt werden und die Linienförmige Zugbeeinflussung durch ETCS Level 2 abgelöst werden. Dazu sollten in Mannheim-Waldhof und Gernsheim ESTW-Zentralen (ESTW-Z) mit abgesetzten Stellwerken (ESTW-A) in Walldorf, Lampertheim, Biblis, Riedstadt-Goddelau und Groß Gerau-Dornberg entstehen. Planungen und vorbereitende Arbeiten dazu liefen bereits, bevor die Umsetzung im Rahmen einer Generalsanierung beschlossen wurde. Es sollten über 600 Signale, rund 330 Weichenantriebe, 880 Achszähler sowie drei ETCS-Zentralen mit über 3.500 Balisen aufgebaut werden.
Erste Überlegungen für eine zumindest teilweise Modernisierung der Leit- und Sicherungstechnik (LST) reichen bis 2013 zurück. 2016 wurde beschlossen, die LST grundlegend zu erneuern und die Strecke dabei mit ETCS auszurüsten. 2019 war, über einen bloßen Eins-zu-Eins-Ersatz der Signalanlagen hinaus, eine Optimierung für eine bessere Betriebsqualität vorgesehen. Der Auftrag für die Stellwerke wurde im Juli 2021 vergeben, der für ETCS folgte im November 2021. Dabei waren im Regelgleis keine Blockkennzeichen (sondern lediglich im Gegengleis) vorgesehen. Die Bauarbeiten am ESTW begannen im Februar 2022. Seit wenigstens 2022 sind weiterführende Blockverdichtungen vorgesehen. Dabei wurden für die Regelfahrrichtung weit überwiegend Ks-Mehrabschnittssignale aufgebaut und nur noch vereinzelt allein stehende Vorsignale gebaut. Für die Gegenfahrrichtung wurde teilweise eine größere Blockteilung umgesetzt. In mehreren Bahnhöfen wird die (im vorigen H/V-System so nicht mögliche) Möglichkeit des Ks-Signalsystems genutzt, hochzusignalisieren und damit Abstände von Hauptsignalen von teils nur noch einem halben Kilometer umgesetzt. Im Zulauf zur Riedbahn wurde, zwischen Biblis und Worms sowie auf der westlichen Verbindungskurve in Groß-Gerau, Gleiswechselbetrieb eingerichtet. An Stelle eines ESTW-A entstand in Walldorf eine (örtlich besetzte) ESTW-Zentrale.
Die LZB sollte zunächst erhalten werden, danach wurden die Planungen in eine reine Ausrüstung mit PZB und ETCS (Systemversion 2.0) geändert. 2022 war geplant, die Stellwerke 2024 in Betrieb zu nehmen, ETCS 2025. Im April und Juli 2024 war geplant, ETCS im Dezember 2024 in Betrieb zu nehmen. Nach Angaben von August 2024 solle ETCS nunmehr stufenweise in Betrieb gehen. Im Dezember 2024 sollte ETCS zwischen Mannheim-Waldhof und Biblis in Betrieb gehen, die übrige Strecke im 2. Quartal 2025 folgen. Die weiteren Stufen waren Mitte Oktober in Abstimmung und sollen ohne Vollsperrung in Betrieb genommen werden. Laut einem Medienbericht fehle Zeit, um notwendige Abnahmefahrten durchzuführen. Vom 10. bis 13. Januar sowie vom 22. bis 25. Mai 2025 führten kurzfristig angekündigte Hochtastfahrten zu einer Reihe von Zugausfällen. Laut DB sollten ab Ende Januar im Bereich südlich von Biblis Züge mit Geschwindigkeiten von bis zu 200 km/h fahren können. Mitte Januar 2025 schien ETCS im Südabschnitt noch nicht in Betrieb. Mitte Februar 2025 war ETCS zumindest im Raum Lampertheim in Betrieb, aufgrund einiger nicht in Betrieb genommener Signale und Blockkennzeichen jedoch offenbar mit reduzierter Leistungsfähigkeit. Ende März 2025 war ETCS auf einem rund 13 km langen Abschnitt zwischen den Bahnhöfen Mannheim-Waldhof und Biblis in Betrieb und 200 km/h zulässig. In den Bahnhöfen Mannheim-Waldhof und Biblis war ETCS nicht aktiv. Zwischenzeitlich erklärte die Deutsche Bahn, dass das ETCS am Ende des zweiten Quartals 2025 auf der gesamten Strecke im Betrieb sein werde. Im nördlichen Bereich der Riedbahn war Anfang Juli 2025 die Sicherheitsprüfung der ETCS-Software noch nicht abgeschlossen und die ETCS-Inbetriebnahme entsprechend noch nicht begonnen. Da auch die Abnahmefahrten noch nicht begonnen waren, war eine Inbetriebnahme noch nicht absehbar.
Fahrzeuge, die mit ETCS auf der Riedbahn fahren sollen, müssen einen gesonderten Streckentest mit einem definierten Testfallkatalog durchlaufen. In den Bahnhöfen wie auch auf der freien Strecke sind bis Mitte Dezember 2024 bereits zahlreiche Blockkennzeichen entstanden, mit denen mittels ETCS geführte Züge vielfach einem vorausfahrenden Zug dichter folgen können, wenn ETCS in Betrieb ist.

#### Infrastrukturänderungen
Bei Bürstadt sowie nördlich und südlich von Groß-Gerau-Dornheim entstanden drei neue Überleitstellen mit jeweils vier im Zweiggleis mit 100 km/h befahrbaren Weichen. (Die Überleitmöglichkeiten zwischen den beiden Streckengleisen lagen bis dahin in Abständen von bis zu 11 km.) In mehreren Bahnhöfen wurden Gleise reaktiviert bzw. ausgebaut, andererseits aber auch Gleisanschlüsse zurückgebaut bzw. abgetrennt.
Die zulässige Geschwindigkeit sollte in drei Bereichen erhöht werden (zwischen Mörfelden und Walldorf von 160 auf 200 km/h, Bogen Mörfelden 160 statt 150 km/h, Bogen Biblis 110 statt 90 km/h). (Zwischen Mörfelden und Walldorf waren bis einige Jahre zuvor 200 km/h zulässig.) Ferner wurde im Bahnsteigbereich des Bahnhofs Biblis die zulässige Geschwindigkeit von 140 auf 160 km/h erhöht. Aufgrund von Bahnübergängen, fehlenden Schutzweichen sowie einer Einschränkung auf einer kurzen Brücke verbleibt im Raum Mörfelden ein fast vier Kilometer langer Geschwindigkeitseinbruch von beidseitig 200 auf 160 km/h.
Viele der rund 50 entwickelten Geschwindigkeitsoptimierungen, insbesondere größere Weichen, konnten aufgrund der Auswirkungen auf weitere Gewerke nicht mehr in der Planung berücksichtigt werden. In den Bahnhöfen Mörfelden und Walldorf werden zulässige Geschwindigkeiten aus/in einzelne Überholgleise auf zumeist 80 km/h erhöht und dabei Nutzlängen für 740 m lange Güterzüge hergestellt. Im Bahnhof Walldorf wurde die Zweiggleisgeschwindigkeit auf sechs Weichen erhöht, in den Bahnhöfen Mörfelden und Biblis (in der Kurve Biblis) auf jeweils drei. Durch die besseren Möglichkeiten der Ks-Signale, Geschwindigkeiten zu signalisieren, werden weitere Geschwindigkeitserhöhungen erreicht. So können beispielsweise Güterzüge Richtung Worms im Bahnhof Biblis mit den gleisgeometrisch zulässigen 80 km/h fahren, statt mit den bislang  signalisierbaren 60 km/h.
Von den sechs Bahnübergängen wurden vier erneuert und zwei zurückgebaut. Der Bahnübergang am Bahnhof Bobstadt wurde zwischen Mai 2022 und Juli 2024 durch eine Personenunterführung ersetzt, wodurch die Geschwindigkeit in diesem Bereich angehoben werden kann. Ein Bahnübergang der Strecke (zur Querung der Bundesstraße 44 in Mörfelden) wurde mangels Planrecht nicht beseitigt. Die Wiedereröffnung eines Bahnübergangs in Biblis verzögert sich bis voraussichtlich Ende 2025. Durch den aufgelassenen Bahnübergang Bobstadt kann der 200-160-km/h-Übergang näher an Biblis herangezogen werden.

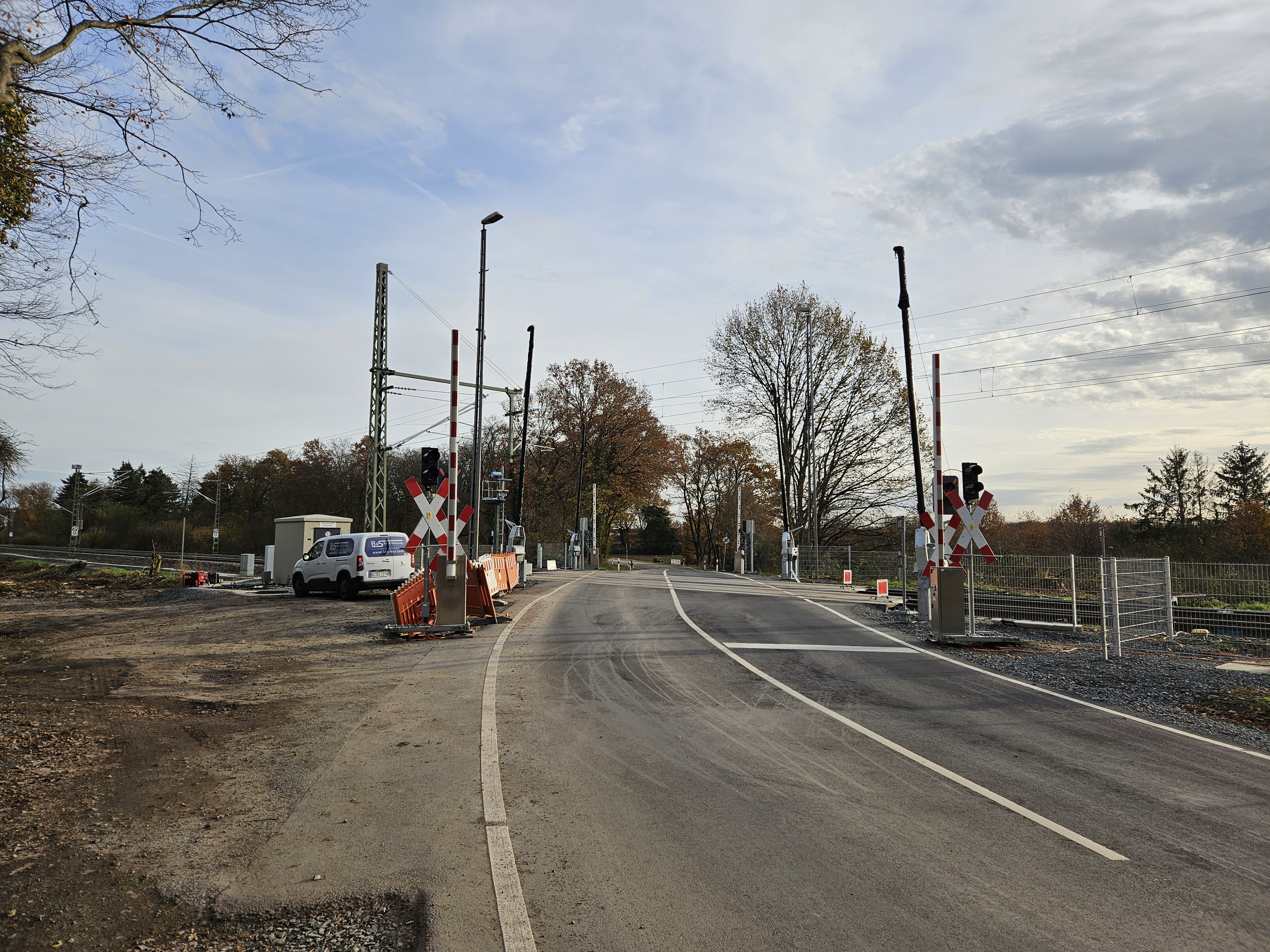
Der modernisierte B44-Bahnübergang in Mörfelden (Bauzustand November 2024)
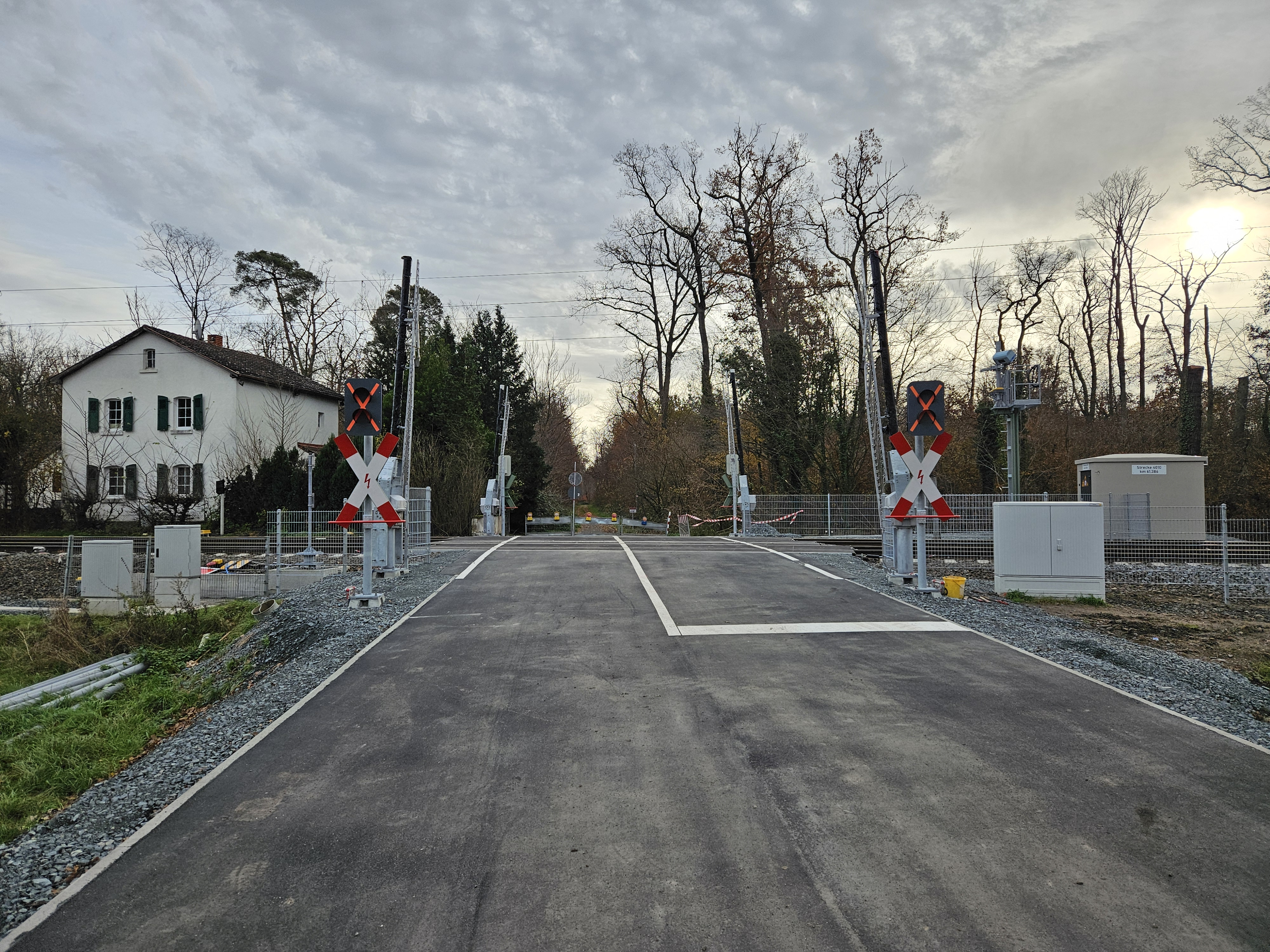
Der daran anschließende Bahnübergang eines Wirtschaftswegs, der zuvor eine Anrufschranke war (Bauzustand November 2024)
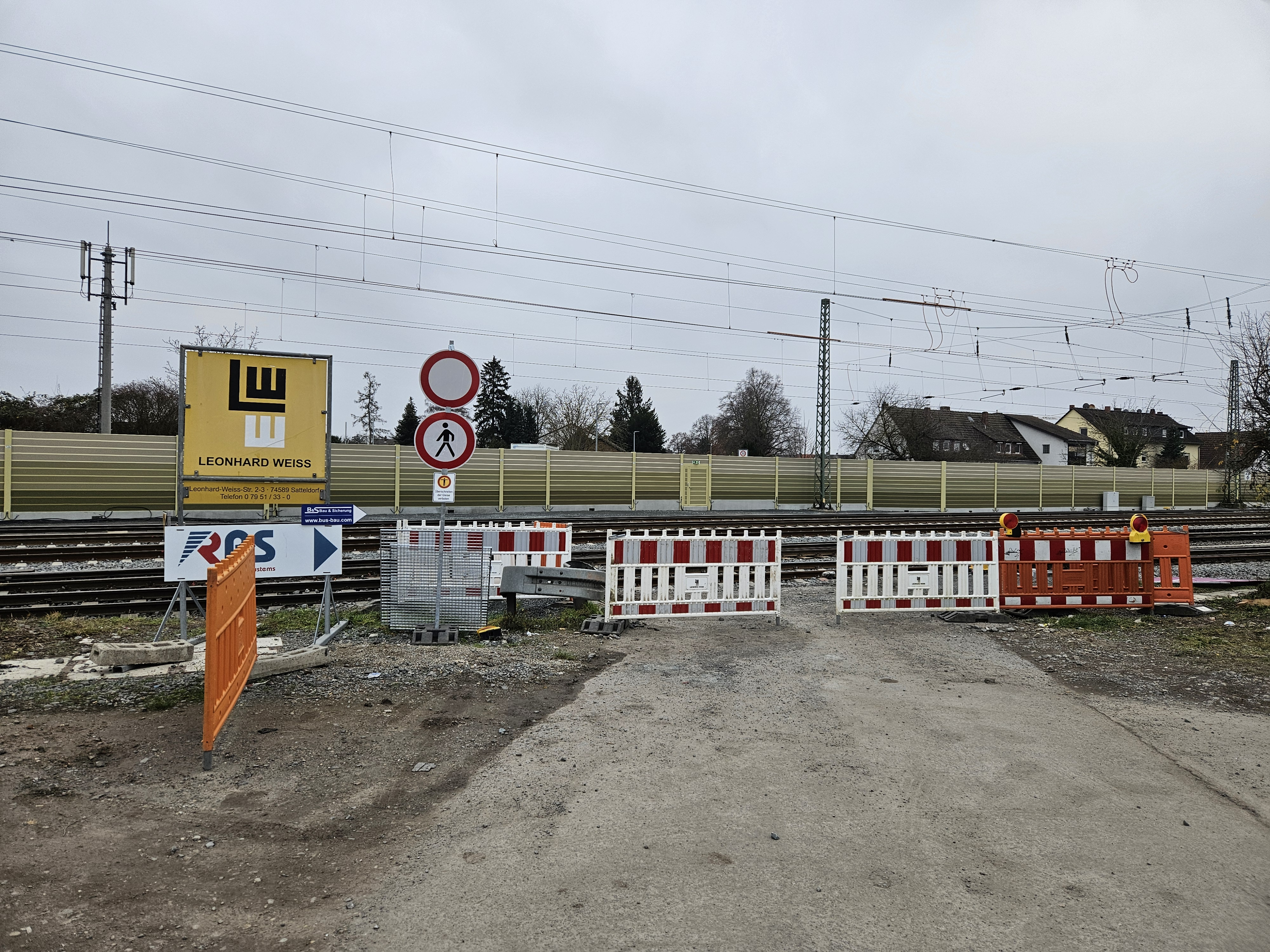
Der aufgelassene Bahnübergang im Nordkopf des Bahnhofs Biblis (13. Dezember 2024)
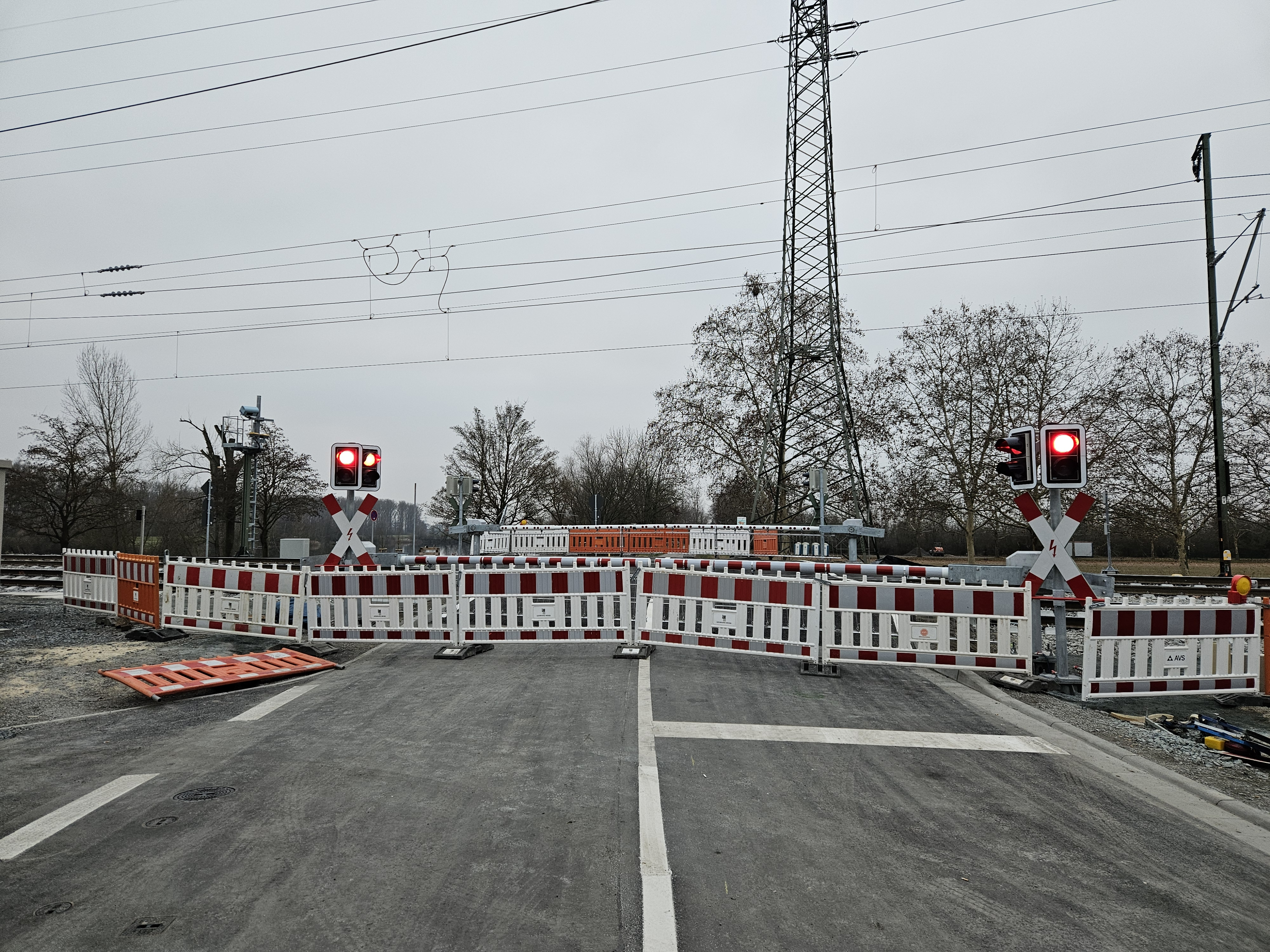
Der modernisierte Bahnübergang im Bahnhof Biblis (13. Dezember 2024)
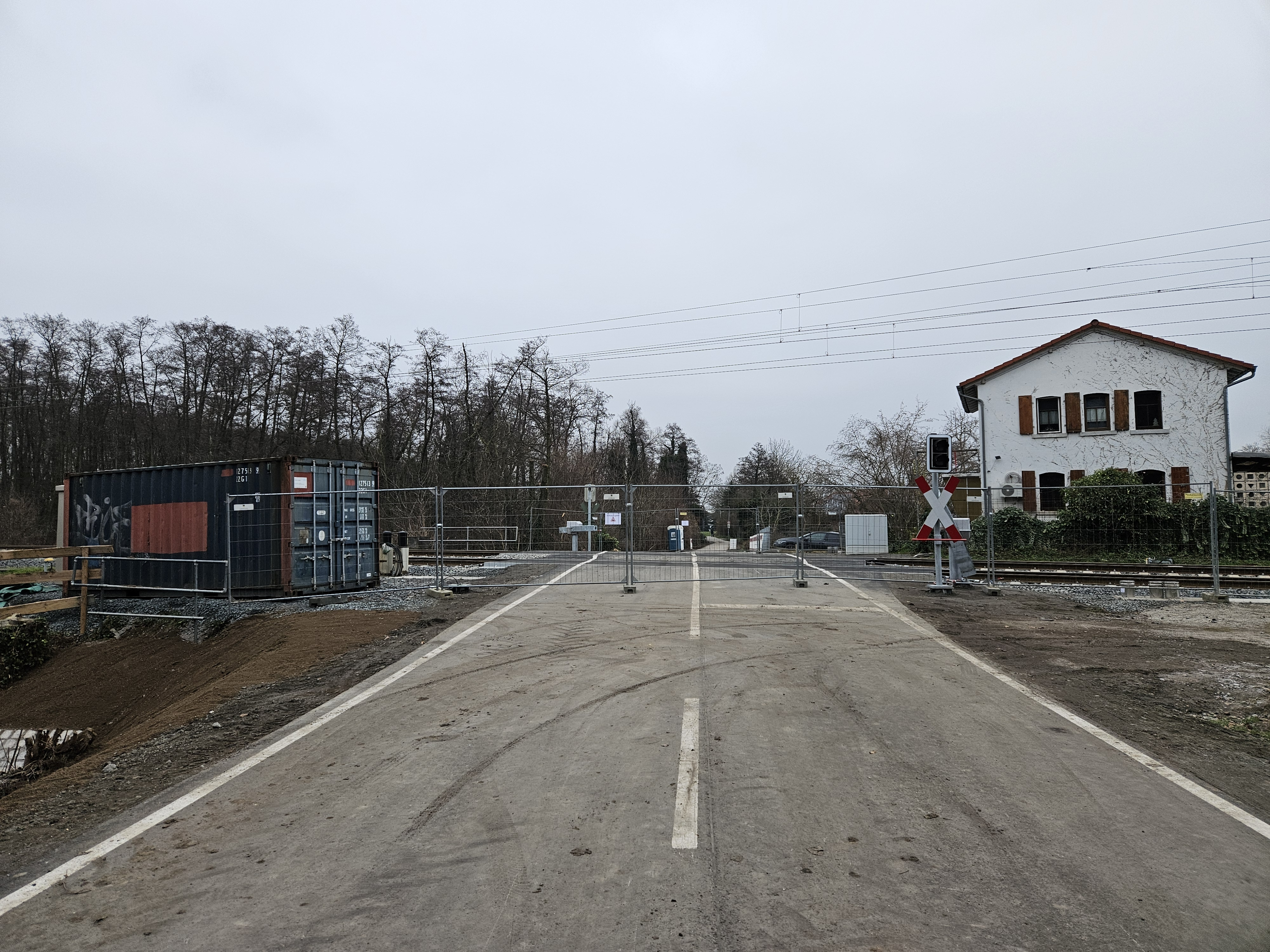
Der südlich daran anschließende Bahnübergang (13. Dezember 2024)

In Bahnhöfen sollten unter anderem diverse Zugänge, Aufzüge, Beleuchtung und Fahrgastinformationssysteme erneuert werden sowie Fahrradabstellanlagen eingerichtet werden. Der Bahnsteig 1 in Lampertheim sollte erhöht, der Bahnsteig 1 in Riedstadt-Goddelau neu errichtet und verlängert sowie der Bahnsteig 1 in Groß Gerau-Dornberg neu gebaut werden.

#### Ersatzkonzept

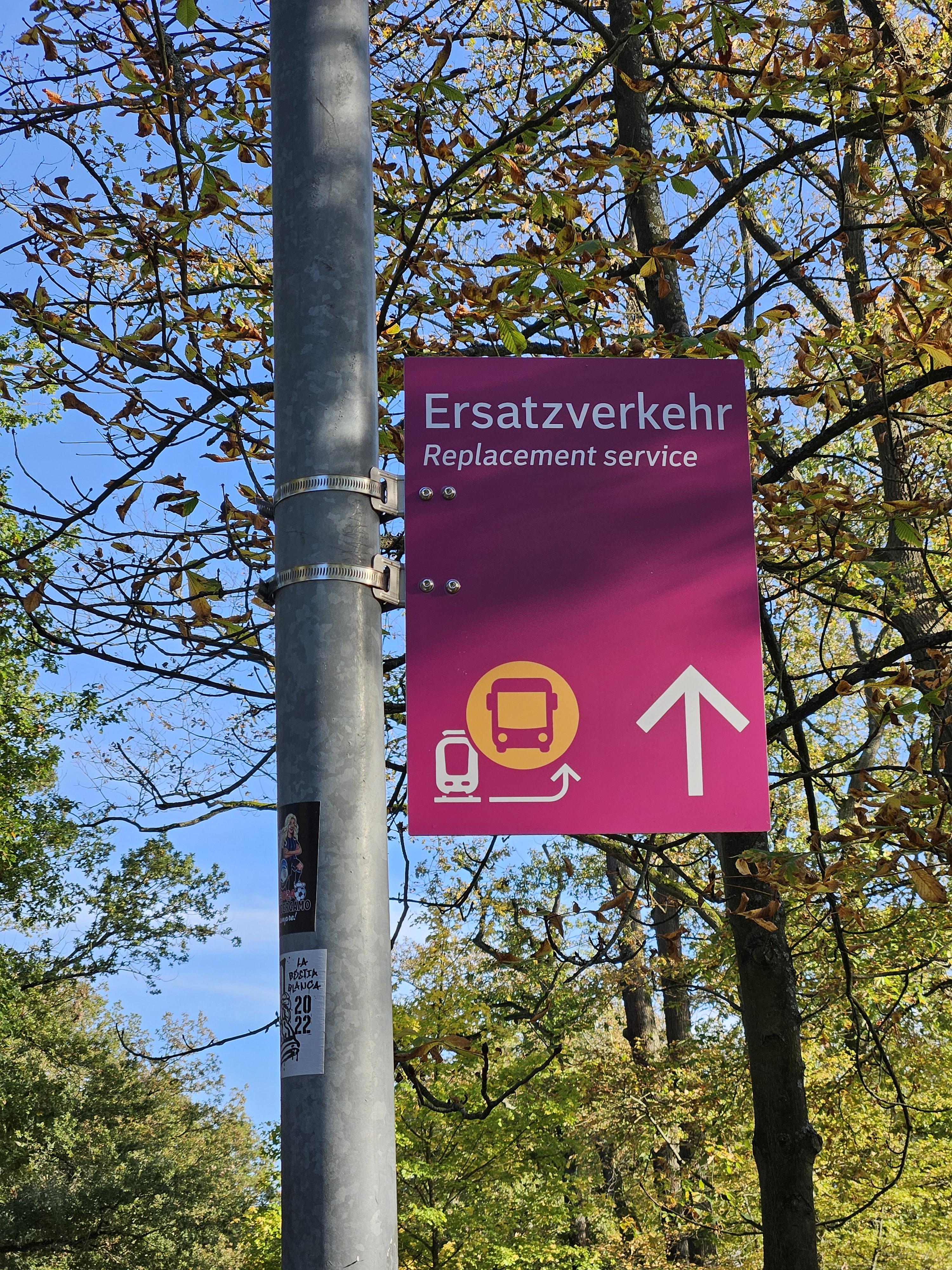
Wegweiser zum Schienenersatzverkehr in charakteristischem „Verkehrspurpur“

Der Schienenpersonenfernverkehr wurde über die Bahnstrecke Frankfurt am Main–Heidelberg (über Darmstadt) und die Bahnstrecke Mainz–Mannheim (über Mainz) umgeleitet. Dabei kam es zu planmäßigen Fahrzeitverlängerungen von rund 30 Minuten. Ein Drittel der sonst angebotenen Züge soll nicht angeboten werden und ein Viertel des Sitzplatzangebotes entfallen. Für den Schienenersatzverkehr im Schienenpersonennahverkehr sind zwölf Linien mit mehr als 1000 Fahrten pro Tag vorgesehen, wurden 150 neue Busse beschafft und rund 400 Fahrer eingestellt. Fernverkehrshalte in Bensheim und Weinheim entfielen während der Riedbahn-Sperrung.
Im Güterverkehr sollten etwa 400 bis 500 pro Woche betroffene Güterzüge umgeleitet, lokaler Güterverkehr in nächtlichen Zeitfenstern über Baugleise durchgeführt werden. Es wurden letztlich rund 726 derartige Bedienfahrten durchgeführt.

#### Kosten
Die Kosten der Generalsanierung wurden zunächst im September 2022 auf „etwa 500 Millionen Euro“ geschätzt. Im Juni 2022 waren für Maßnahmen an Leit- und Sicherungstechnik sowie Oberbau ohne weitere Elemente und Optimierungen der Generalsanierung zudem ca. 320 Mio. Euro vorgesehen gewesen. Durch Verkürzung der Bauzeit und zusätzliche Maßnahmen an den Stationen wurde Mitte 2023 die Schätzung, einschließlich Risikopuffer, auf 1,312 Milliarden Euro erhöht, darunter 1,159 Milliarden Euro sollten auf Investitionen und 153 Millionen Euro auf Aufwand. Die Kostenprognose sei bis Dezember 2024 nicht überschritten worden, wobei die Auswertung von Nachträgen noch ausstünde. Die tatsächlichen Kosten erhöhten sich um 195 Millionen Euro (15 %) auf 1,5 Milliarden Euro.
Aufgrund der nicht fristgerechten Ankündigung sicherte die DB den betroffenen Eisenbahnverkehrsunternehmen und Aufgabenträgern Schadensersatz zu. Das Projekt war in zwei Lose unterteilt, die im September 2023 an eine Arbeitsgemeinschaft von Spitzke und Leonhard Weiss (Los 1, Zeppelinheim bis Biblis) bzw. Swietelsky (Los 2, Biblis bis Mannheim-Waldhof) vergeben wurde. Das Baufeld war in fünf Bauabschnitte unterteilt.

#### Inbetriebnahme und Auswirkungen
Am 14. Dezember 2024 wurde die Wiederinbetriebnahme der Strecke gefeiert. In Betrieb ging die Riedbahn mit der westlichen Einbindung der Riedbahn in Mannheim, einige nicht durchgehende Hauptgleise in Bahnhöfen, die Verbindungskurven Zeppelinheim und die östliche Verbindungskurve in Groß-Gerau. Nicht in Betrieb gingen zunächst der Streckenast zwischen Biblis und Worms, eine Reihe von nicht durchgehenden Hauptgleisen in mehreren Bahnhöfen, die ETCS-Streckenausrüstung sowie straßenseitig mehrere Bahnübergänge. Bis zum 24. Dezember 2024 wurden weitere Gleise in Betrieb genommen. Nicht belegt ist, wann genau die westliche Verbindungskurve in Groß Gerau sowie die östliche Riedbahn in Mannheim wieder in Betrieb gegangen sind.
Ohne das in Betrieb genommene ETCS im Nordabschnitt verringerte sich dort die zulässige Höchstgeschwindigkeit aufgrund von den im Fahrplan vorgesehenen 200 km/h auf 160 km/h. Dadurch verlängerte sich die Fahrzeit der Fernzüge um zwei Minuten pro Fahrt. Trotz mehrerer Minuten Fahrzeitpuffer und einer um 63 % gesunkenen Zahl der infrastrukturbedingten Störungen war bei den Zügen der DB Fernverkehr, die die Riedbahn in den ersten zwölf Juni-Tagen 2025 befuhren, die Pünklichkeitsquote nach dem Befahren der Riedbahn um 6 Prozentpunkte niedriger als vorher. Im Vorjahreszeitraum waren es 12 Prozentpunkte. Die Deutsche Bahn hatte sich stattdessen erhofft, dass die Züge nach der Generalsanierung auf der sanierten Strecke zuvor eingefahrene Verspätungen aufholen können.

### Weitere Planungen
Das Terminal 3 des Frankfurter Flughafens soll an die Riedbahn angebunden werden. Dafür sind eine niveaugleiche Ausfädelung aus der Riedbahn südlich von Zeppelinheim sowie eine niveaufreie Einbindung nördlich von Walldorf vorgesehen. Nach Angaben von 2009 würde der Bau einer dafür nötigen Verbindungskurve für die S7 und die Regional-Express-Linie RE70 sowie eines unterirdischen S-Bahnhofs 120 Millionen Euro kosten und wäre wirtschaftlich. Im Antrag auf Planfeststellung für das Terminal 3, der im September 2013 eingereicht werden sollte, war die S-Bahn-Anbindung nur nachrichtlich enthalten. Die S-Bahn-Anbindung sollte, nach dem Planungsstand von 2013, erst nach Fertigstellung der Neubaustrecke Rhein/Main–Rhein/Neckar realisiert werden, deren vollständige Inbetriebnahme für 2030 geplant war. Anfang Januar 2020 wurde ein Planungsvertrag unterschrieben. Das Land Hessen ging mit 5,5 Millionen Euro in Vorleistung, damit erforderliche Brückenbauwerke im Zuge der Planfeststellung der Neubaustrecke Rhein/Main–Rhein/Neckar berücksichtigt werden können. Die Vorplanung wurde Mitte 2021 begonnen. Die Vorzugsvariante wurde Ende 2022 ausgewählt. Das Planfeststellungsverfahren soll Anfang 2025 eröffnet werden.
Im Zuge der 3. Baustufe des Umbaus des Knotens Frankfurt Stadion sowie der Neubaustrecke Frankfurt–Mannheim sind umfangreiche Änderungen im Bahnhof Zeppelinheim vorgesehen. Nach Inbetriebnahme der Neubaustrecke soll die Kapazität der Riedbahn ausreichen, um die S-Bahn-Linie S7 der S-Bahn Rhein-Main nach Groß Gerau-Dornberg von einem Halb- auf einen Viertelstundentakt zu verdichten.
Das baden-württembergische Umwelt- und Verkehrsministerium gab Anfang 2011 bekannt, bis 2015 das zweite Gleis der östlichen Riedbahn in Mannheim reaktivieren und die Strecke für den S-Bahn-Verkehr ertüchtigen lassen zu wollen. In Mannheim-Neuostheim sollte am Dürerknoten eine neue S-Bahn-Station entstehen. Ab Dezember 2020 sollte dann auf der Strecke stündlich eine S-Bahn zwischen Groß-Rohrheim, Biblis und Mannheim Hbf verkehren. Nach neueren Informationen soll dies bis 2030 erfolgen. Das entsprechende Planfeststellungsverfahren wurde im Februar 2016 beantragt. Im Rahmen des Anhörungsverfahrens wurden die Unterlagen im Herbst 2017 öffentlich ausgelegt. Neben etwa 72 Trägern öffentlicher Belange erhoben etwa 2300 Personen Einwendungen. Der Planfeststellungsbeschluss ist am 17. Februar 2022 ergangen.
Ursprünglich nur bis Biblis geplant, konnte der Landkreis Bergstraße im Juni 2012 die Verlängerung bis zur Tarifgrenze zwischen dem Verkehrsverbund Rhein-Neckar (VRN) und dem Rhein-Main-Verkehrsverbund (RMV) nach Groß-Rohrheim durchsetzen. Die S-Bahnen aus Groß-Rohrheim sollen im Gegensatz zum derzeitigen Regionalbahn-Angebot nicht von Mannheim nach Karlsruhe durchgebunden werden, sondern am Mannheimer Hauptbahnhof enden.
Die Bahnsteige der Stationen Lampertheim, Bürstadt, Bobstadt und Biblis wurden hierfür bereits umgebaut, wobei Ende Juni 2019 noch Restarbeiten ausstanden. Für den Umbau der Station Mannheim-Käfertal wurde der Planfeststellungsbeschluss im Februar 2019 erlassen, das Planfeststellungsverfahren für die Station Mannheim-Neuostheim und für die Modernisierung des zweiten Streckengleises läuft derzeit (Stand Juli 2019). Der Planfeststellungsantrag für Bahnsteig 3 der Station Mannheim-Waldhof musste auf Verlangen des Eisenbahn-Bundesamtes zurückgezogen werden.

## Betrieb

### Geschichte
Im Bahnhof Lampertheim war der TEE Helvetia am 12. August 1965 in einen schweren Unfall verwickelt, als er mit dem nicht profilfrei stehenden letzten Wagen eines Güterzuges zusammenstieß und entgleiste. Vier Menschen starben, zahlreiche wurden verletzt.

### Betriebsstellen

#### Mannheim Hauptbahnhof
In Mannheim Hauptbahnhof (Streckenkilometer 0,0) nimmt die Riedbahn ihren Ausgang.

#### Mannheim-Rennplatz
An dieser Betriebsstelle mündet die Verbindungsbahn vom Mannheimer Güterbahnhof ein. Die Strecke über den Neckar ist seit Mitte 1989 nur eingleisig befahrbar.

#### Mannheim-Neuostheim
Der Haltepunkt Mannheim-Neuostheim ist eine geplante S-Bahn-Haltestelle im Zuge der Ostumfahrung der Riedbahn um Mannheim. Sie soll in Mannheim-Neuostheim unmittelbar am Südende der Neckarbrücke, wo auch die Bahnstrecke Mannheim Kurpfalzbrücke–Edingen–Heidelberg der OEG die Riedbahn kreuzt, dem so genannten „Dürerknoten“, entstehen.

#### Mannheim-Käfertal
Der Bahnhof Mannheim-Käfertal (Streckenkilometer 6,3) liegt ebenfalls im Zuge der Ostumfahrung der Riedbahn um Mannheim. Von hier führt ein elektrifiziertes Anschlussgleis zum Mannheimer Industriehafen.

#### Mannheim-Waldhof
Im Bahnhof Mannheim-Waldhof vereinigen sich die westliche Einführung der Riedbahn (Streckenkilometer 6,4) und die Mannheimer Ostumfahrung (Streckenkilometer 9,4). Weiter nördlich setzt sich die Kilometrierung nach der älteren Zählung der Ostumfahrung fort. In diesem Bahnhof soll die geplante Neubaustrecke Frankfurt–Mannheim abzweigen.

#### Mannheim-Waldhof Güterbahnhof
Von Mannheim-Waldhof Güterbahnhof (Streckenkilometer 10,9) bestehen Anschlussgleise zu Industriebetrieben im Bereich des Mannheimer Hafens. Stillgelegt sind Anschlussgleise, die früher in größerem Umfang die Coleman Barracks and Airfield, eine Basis der United States Army, versorgten.

#### Mannheim-Blumenau
Der Haltepunkt Mannheim-Blumenau (Streckenkilometer 13,6) ist stillgelegt. Er wurde zusammen mit der Strecke in Betrieb genommen und diente anfänglich vorwiegend dem Ausflugsverkehr. Zunächst hieß er Sandhofen. 1905 wurde er in Sandtorf, später in Mannheim-Blumenau umbenannt. Ein Empfangsgebäude gab es zunächst nicht. Fahrkarten verkaufte der Schrankenwärter, der den benachbarten Bahnübergang betreute. 1934 erhielt der Haltepunkt elektrische Beleuchtung. Durch den Bezug der benachbarten Waldkolonie bis 1936 stieg das Verkehrsaufkommen. So wurde 1936/37 ein Empfangsgebäude errichtet. 1938 wurde der Haltepunkt in Mannheim-Blumenau umbenannt. Zum 28. September 1968 wurde er aufgegeben, das Empfangsgebäude 1982 abgerissen.

#### Lampertheim
Im Bahnhof Lampertheim (Streckenkilometer 17,6) kreuzte früher die heute stillgelegte Bahnstrecke Weinheim–Worms die Riedbahn. Ein Streckenrest in nördlicher Richtung dient noch als Anschlussgleis.

#### Bürstadt Süd
Die Überleitstelle (Üst) Bürstadt Süd (Streckenkilometer 21,4) befindet sich etwa 1,5 km südlich des Haltepunktes Bürstadt. Sie wurde im Zuge der Generalsanierung 2024 gebaut.

#### Bürstadt
Der Haltepunkt Bürstadt nimmt die obere Ebene eines Turmbahnhofs ein. Die Strecke überquert hier die Nibelungenbahn.

#### Bobstadt
Der Haltepunkt Bobstadt (Streckenkilometer 24,9) bedient den Bürstadter Ortsteil Bobstadt. 1934 wurde der Bahnhof in beschränktem Umfang für den Stückgutverkehr freigegeben. Das Empfangsgebäude entstand aus einem um 1880 errichteten Streckenwärterhaus, dem um 1950 ein Warteraum und ein Stellwerksanbau angefügt wurden. Es wurde im Juli 2024 abgerissen.

#### Biblis
Im Bahnhof Biblis (Streckenkilometer 28,1) mündet der von Worms kommende Streckenast in die heutige Riedbahn, der ursprünglich deren südlichstes Teilstück war. Außerdem führt von hier ein Anschlussgleis in das abgeschaltete Kernkraftwerk Biblis.

#### Groß Rohrheim
Der Bahnhof Groß Rohrheim (Streckenkilometer 31,5) bedient die Gemeinde Groß-Rohrheim. Die unterschiedliche Schreibweise der Bahnhofsbezeichnung (ohne Bindestrich) und des Ortsnamens (mit Bindestrich) erklärt sich daraus, dass in der Preußisch-Hessischen Eisenbahngemeinschaft im Bahnbetrieb seit dem 1. Januar 1903 die preußischen Rechtschreibregeln galten, für die Ortsnamen im Großherzogtum Hessen aber die dort gültigen Rechtschreibregeln und beide Systeme wiesen in diesem Punkt eine Abweichung auf.
Das Empfangsgebäude in neobarocken Formen stammt von 1905. Es hat zwei Vollgeschosse auf L-förmigem Grundriss und ein weiteres Geschoss unter dem mächtigen Walmdach. Auf der Straßenseite dekoriert ein Erker die Fassade. Der gleisparallele Flügel verlängert sich in einem einstöckigen Anbau. Das Empfangsgebäude ist ein Kulturdenkmal aufgrund des Hessischen Denkmalschutzgesetzes.

#### Gernsheim
Der Bahnhof Gernsheim (Streckenkilometer 36,4) hat ein Anschlussgleis, das ihn mit den Gernsheimer Rheinhäfen verbindet und das von der Gernsheimer Umschlags- und Terminalbetriebsgesellschaft mbH & Co. KG betrieben wird. Das Empfangsgebäude aus Gelbsandstein ist ein zweigeschossiger Typenbau von 1876, ähnlich dem von Biblis. Den Mittelrisalit krönt ein Giebel. Im Norden schließt ein kleiner, eingeschossiger Anbau an. Das Empfangsgebäude steht traufständig zu den Gleisen. Das Empfangsgebäude ist ein Kulturdenkmal aufgrund des Hessischen Denkmalschutzgesetzes.

#### Biebesheim
Der Bahnhof Biebesheim (Streckenkilometer 39,6) bedient die Gemeinde Biebesheim am Rhein. Von hier führt ein Anschlussgleis zur Sonderabfallverbrennungsanlage der HIM GmbH (ehemals: Hessischen Industriemüll GmbH).
Das Empfangsgebäude ist ein Typenbau, das dem von Groß Rohrheim ähnlich ist, hat neobarocke Formen und stammt von 1905. Das Hauptgebäude hat zwei Vollgeschosse auf L-förmigem Grundriss und ein weiteres Geschoss unter einem Walmdach. Der gleisparallele Flügel ist straßenseitig zweigeschossig, gleisseitig eingeschossig. Die Höhendifferenz wird durch ein asymmetrisches Dach ausgeglichen. Im Süden schließt ein Güterschuppen in Fachwerkbauweise an. Die Baugruppe ist ein Kulturdenkmal aufgrund des Hessischen Denkmalschutzgesetzes.

#### Stockstadt (Rhein)
Der Haltepunkt Stockstadt (Rhein) (Streckenkilometer 42,7) dient der Gemeinde Stockstadt am Rhein.
Das Empfangsgebäude ist ein Typenbau von 1898/99 aus Backstein. Das Hauptgebäude hat zwei Vollgeschosse auf L-förmigem Grundriss. Der gleisparallele Flügel weist auf der Gleisseite einen Mittelrisalit auf, der von einem Giebel bekrönt ist. Im Norden schließt ein Güterschuppen an. Das Empfangsgebäude ist ein Kulturdenkmal aufgrund des Hessischen Denkmalschutzgesetzes.

#### Riedstadt-Goddelau
Der Bahnhof Riedstadt-Goddelau (Streckenkilometer 45,7) ist einer von zwei Halten der Bahn in der Stadt Riedstadt. Hier zweigte ein inzwischen stillgelegter Streckenast nach Darmstadt ab. Die aus Frankfurt (Main) Hauptbahnhof kommende S-Bahn-Linie S7 endet hier.

#### Riedstadt-Wolfskehlen
Der Haltepunkt Riedstadt-Wolfskehlen (Streckenkilometer 48,0), ehemals Leeheim-Wolfskehlen, ist eine S-Bahn-Station und der zweite von zwei Halten in der Stadt Riedstadt.

#### Groß-Gerau-Dornheim Süd Üst
Die Überleitstelle (Üst) Groß-Gerau-Dornheim Süd (Streckenkilometer 50,0) befindet sich zwischen den Haltepunkten Riedstadt-Wolfskehlen und Groß Gerau-Dornheim. Sie wurde im Zuge der Generalsanierung 2024 gebaut.

#### Groß Gerau-Dornheim
Der Haltepunkt und ehemalige Bahnhof Groß Gerau-Dornheim (Streckenkilometer 50,6) ist eine S-Bahn-Station und bedient den Groß-Gerauer Stadtteil Dornheim. Zur unterschiedlichen Schreibweise der Bahnhofsbezeichnung (ohne Bindestrich) und des Ortsnamens (mit Bindestrich) vergleiche oben: Groß Rohrheim.
Das Empfangsgebäude ist ein Typenbau von 1905. Es entspricht dem von Groß Rohrheim, hat neobarocke Formen, das Hauptgebäude weist zwei Vollgeschosse auf L-förmigem Grundriss und ein weiteres Geschoss unter einem Walmdach aus. Ein eingeschossiger Anbau liegt südlich des Hauptgebäudes. Das Empfangsgebäude ist ein Kulturdenkmal aufgrund des Hessischen Denkmalschutzgesetzes.

#### Groß Gerau-Dornberg
Der Bahnhof Groß Gerau-Dornberg (Streckenkilometer 54,5) ermöglicht Zügen aus Richtung Mannheim die Einfahrt in die Rhein-Main-Bahn in beide Richtungen. Die Verbindungskurve Richtung Groß Gerau wurde zusammen mit der Riedbahn 1964 elektrifiziert.

#### Groß-Gerau-Dornberg Nord Üst
Die Überleitstelle (Üst) Groß-Gerau-Dornberg Nord (Streckenkilometer 58,4) befindet sich circa 4 km nördlich des Bahnhofes Groß Gerau-Dornberg, etwa in Höhe der ehemaligen Blockstelle Falltorhaus. Sie wurde im Zuge der Generalsanierung 2024 gebaut.

#### Mörfelden
Der Bahnhof Mörfelden (Streckenkilometer 63,6) bedient den gleichnamigen Ortsteil der Stadt Mörfelden-Walldorf. Das Empfangsgebäude ist – im Gegensatz zu den meisten entlang der Riedbahn – ein individueller Entwurf und kein Typenbau. Es wurde um 1910 unter Rückgriff auf neobarocke Formen errichtet. Das Hauptgebäude hat einen Sandsteinsockel, auf dem sich ein zweigeschossiger Putzbau unter einem Walmdach erhebt. Zur Straßenseite wird die Fassade mittig von einem Giebel gekrönt, gleisseitig springt das Gebäude hier mit einer 3/8-Ausbuchtung vor. Nördlich ist ein niedrigerer Wartesaal angebaut, südlich ein überdachter Durchgang, an den sich ein Pavillon anschließt. Die Anlage ist ein Kulturdenkmal aufgrund des Hessischen Denkmalschutzgesetzes.
Der Bahnhof und dessen Umfeld wurde um 2012 für acht Millionen Euro modernisiert. Dabei wurde auch ein Bahnübergang beseitigt und durch eine Unterführung ersetzt.

#### Walldorf (Hessen)
Der Bahnhof Walldorf (Hessen) (Streckenkilometer 66,3) dient dem gleichnamigen Ortsteil der Stadt Mörfelden-Walldorf. Das Empfangsgebäude ist ein Typenbau von 1903. Es hat neobarocke Formen, das Hauptgebäude zwei Vollgeschosse auf L-förmigem Grundriss und ein weiteres Geschoss unter einem Walmdach. Ein eingeschossiger Anbau im Süden beherbergte ursprünglich das Bahnhofsrestaurant, ein ebensolcher Anbau im Norden den Wartesaal. Das Empfangsgebäude ist ein Kulturdenkmal aufgrund des Hessischen Denkmalschutzgesetzes.

#### Zeppelinheim
Der Bahnhof Zeppelinheim (Streckenkilometer 70,6 und 4,8 von Frankfurt am Main Flughafen Fernbahnhof) ist die S-Bahn-Station des Neu-Isenburger Stadtteils Zeppelinheim. Netztechnisch gewinnt er seine Bedeutung dadurch, dass hier die nach Süden führende Verbindungsspange von der Schnellfahrstrecke Köln–Rhein/Main und von Frankfurt am Main Flughafen Fernbahnhof in die Riedbahn mündet. Zukünftig wird die geplante Neubaustrecke Rhein/Main–Rhein/Neckar auf der Südseite dieses Bahnhofs beginnen.

#### Frankfurt am Main Stadion
Hier (Streckenkilometer 74,8) mündet die Riedbahn in den Netzknoten Frankfurt am Main.

### Betrieb

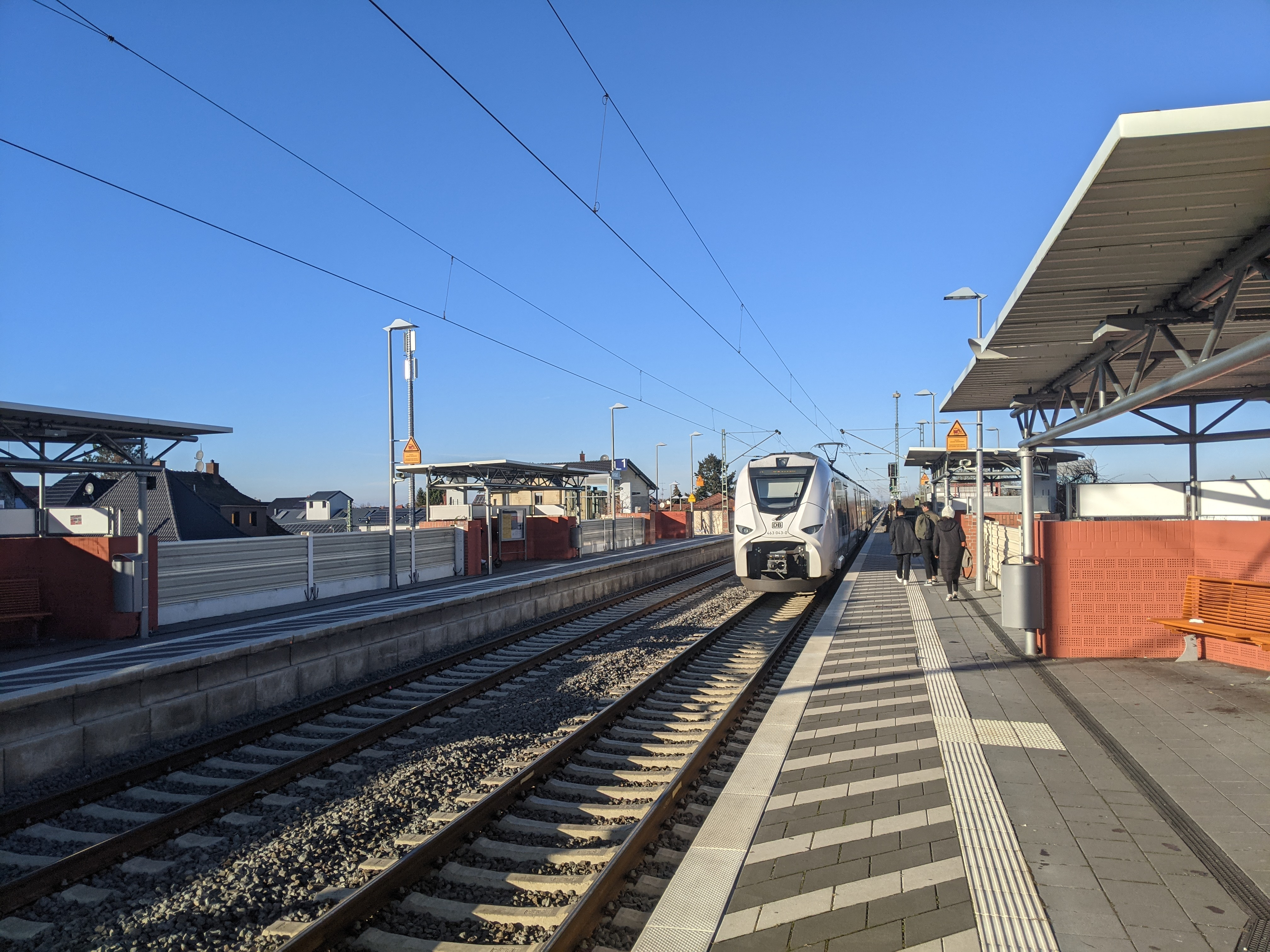
S-Bahn S9 im Bahnhof Bürstadt auf dem Weg nach Groß Rohrheim

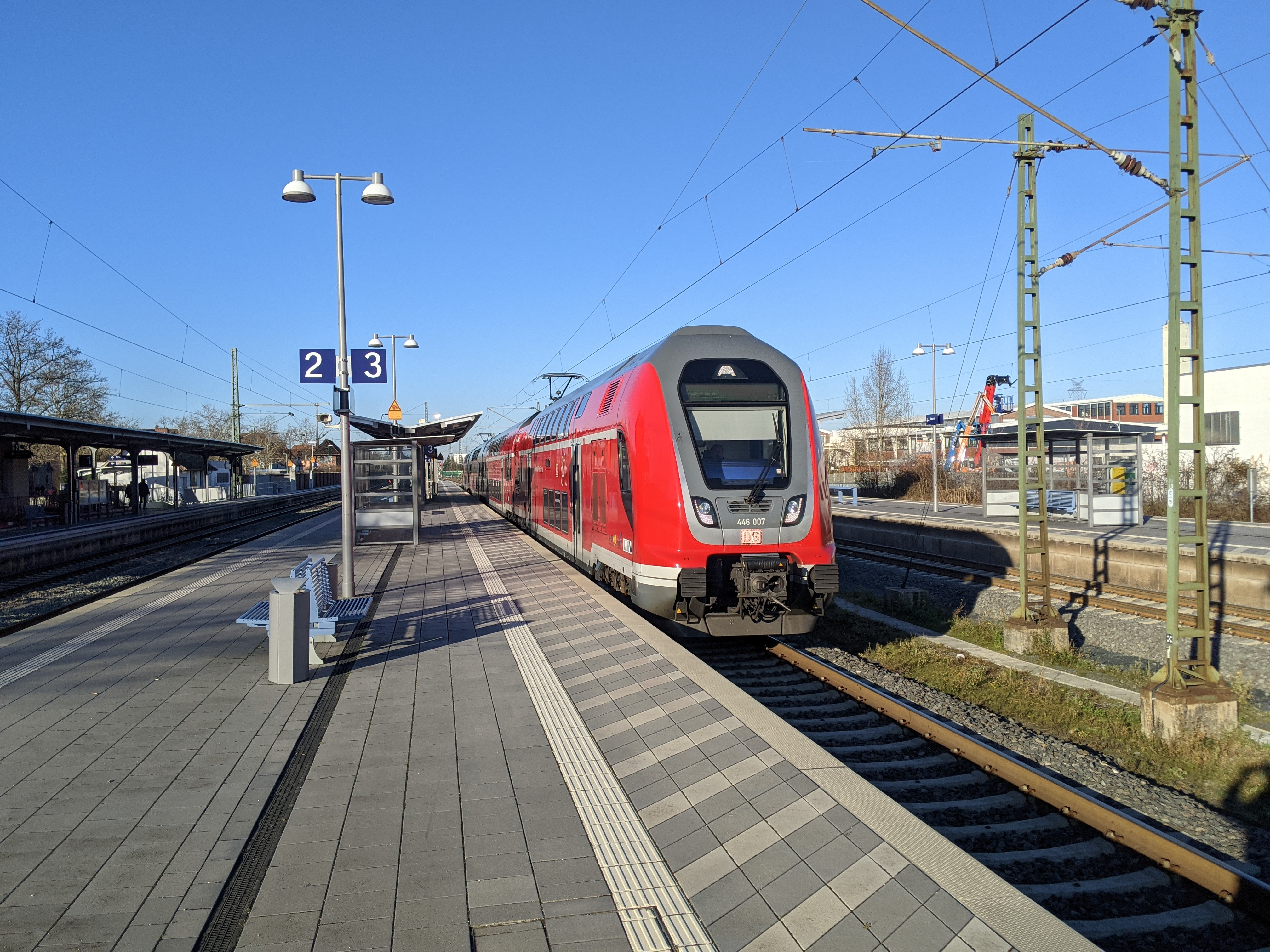
Regional-Express im Lampertheimer Bahnhof auf dem Weg nach Mannheim Hbf

Mit 650 Zügen pro Tag im Jahr 2007 zählt der Korridor zwischen Mannheim und Frankfurt am Main / Mainz mit der Riedbahn, der Bahnstrecke Frankfurt am Main–Heidelberg und der Bahnstrecke Mainz–Ludwigshafen heute zu den meistbelasteten deutschen Bahnstrecken. Ihre Auslastung lag im Jahr 2011 bei 124 Prozent. Züge müssen damit mit geringeren Puffern als idealerweise vorgesehen fahren. Im Abschnitt Biblis–Riedstadt verkehrten 2015 täglich etwa 92 Güterzüge, 40 Regional-Express-Züge, zwei Regionalbahnen, drei InterCitys, acht Nachtzüge, 110 ICE und sechs TGV. Der Streckenabschnitt von Mannheim-Waldhof bis Zeppelinheim wurde 2015 zum überlasteten Schienenweg erklärt, insbesondere wegen neun zu langer Blockabschnitte. Die Riedbahn selbst war an einem Referenztag (Mittwoch, 16. Januar 2022) je Richtung und Abschnitt mit 155 bis 219 Zügen pro Tag belastet. Dies liegt etwa 45 Prozent über der Nennleistung und führt zu Einschränkungen bei der Betriebsqualität. Prognosen lassen einen weiteren Anstieg erwarten, bis nach 2030 die Neubaustrecke Rhein/Main–Rhein/Neckar zur Verfügung steht. Im Schienenpersonenfernverkehr fuhren vor der Generalsanierung im Jahr 2024 täglich etwa 60.000 Fahrgäste über die Strecke, im Regionalverkehr etwa 16.000. 2024 lag die dauerhafte Auslastung in einigen Streckenabschnitten bei 150 Prozent, fuhren täglich über 300 Züge des Fern-, Güter- und Nahverkehrs über die Strecke, mit rund 100.000 Lasttonnen pro Tag.
Auf der Riedbahn verkehren dabei neben Regionalzügen sieben ICE-Linien, die Süddeutschland mit Berlin, Hamburg und Köln/Dortmund verbinden. Zwischen Mannheim und Frankfurt verkehren Regional-Express-Züge, zu denen von Worms aus eine Regionalbahn in Biblis Anschluss hat.
Vom Frankfurter Hauptbahnhof verkehrt aus der Haupthalle außerdem die S-Bahn-Linie S7 der S-Bahn Rhein-Main mit Triebwagen der Baureihe 425 bis nach Riedstadt-Goddelau. Zwischen Mannheim und Groß Rohrheim verkehrt seit Dezember 2020 die von Karlsruhe kommende Linie S9 der S-Bahn Rhein-Neckar im Stundentakt, dabei werden Triebwagen vom Typ Siemens Mireo eingesetzt.
Die folgenden Nahverkehrslinien verkehren auf der heutigen Riedbahn:
- Frankfurt Hbf – Groß-Gerau-Dornberg – Riedstadt-Goddelau
- RE 70 Frankfurt Hbf – Groß-Gerau-Dornberg – Riedstadt-Goddelau – Biblis – Mannheim Hbf
- S 9 Groß Rohrheim – Mannheim Hbf – Mannheim-Handelshafen – Graben-Neudorf – Karlsruhe Hbf
- S 8 Biblis – Mannheim-Käfertal – Mannheim Hbf

Der Verkehrsvertrag für den Regionalverkehr auf der Riedbahn und Main-Neckar-Bahn läuft von 2017 bis 2032. Dabei werden Twindexx-Vario-Doppelstocktriebwagen eingesetzt, auf der Linie RE 70 als Vier-Wagen-Züge, die in den Hauptverkehrszeiten um einen Drei-Wagen-Zugteil verlängert werden. Aufgrund von Verzögerungen bei der Auslieferung wurden diese neuen Fahrzeuge hier ab 13. März 2018 eingesetzt.